# Histoire de la Guadeloupe

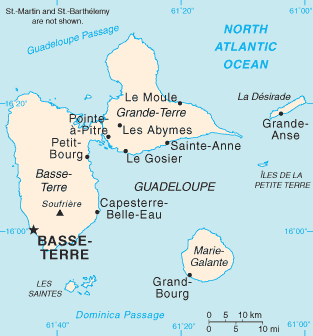
Guadeloupe au présent

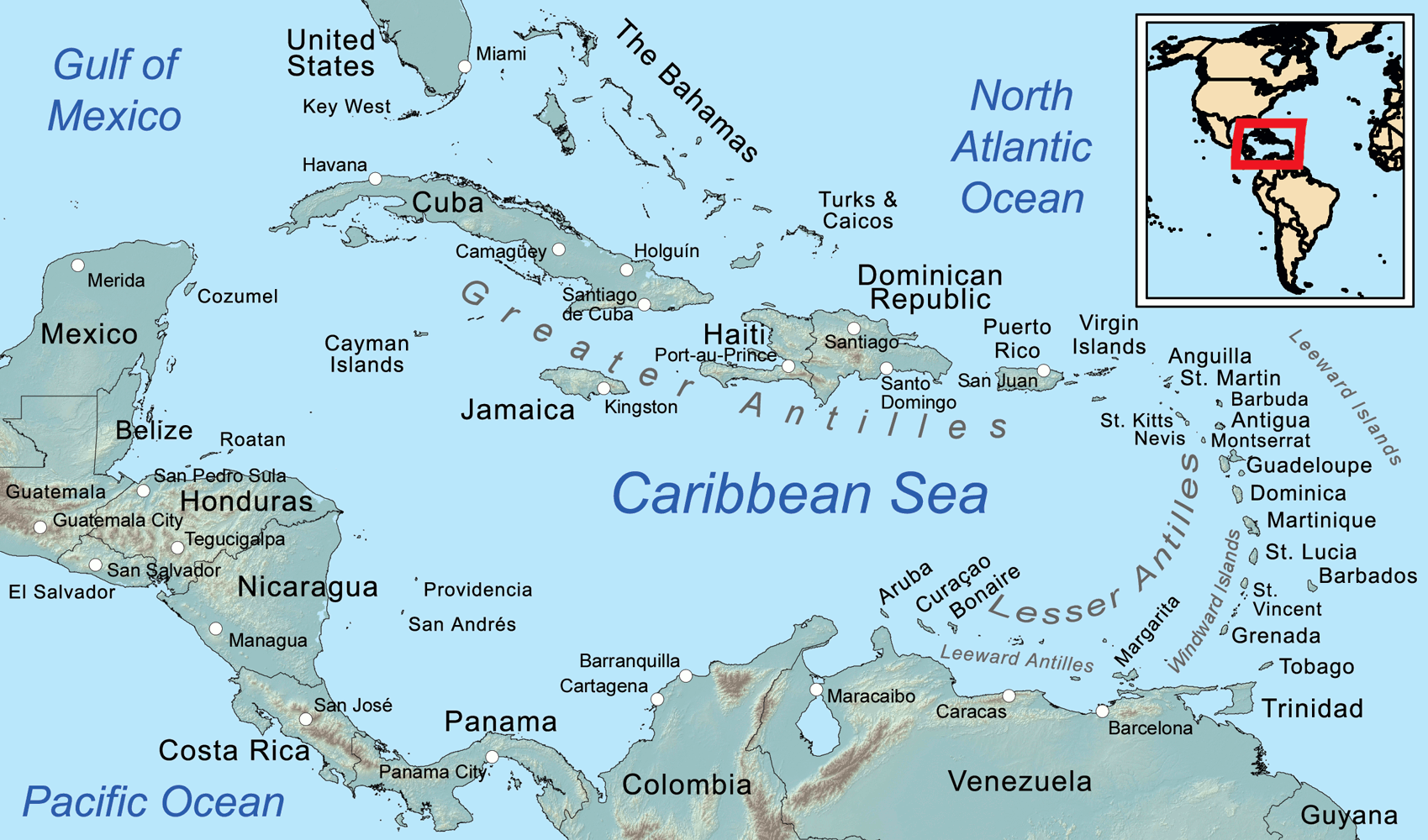
Espace caraïbe

 (juin 2022).
La mise en forme du texte ne suit pas les recommandations de Wikipédia : il faut le « wikifier ».
Les points d'amélioration suivants sont les cas les plus fréquents. Le détail des points à revoir est peut-être précisé sur la page de discussion.
- Les titres sont pré-formatés par le logiciel. Ils ne sont ni en capitales, ni en gras.
- Le texte ne doit pas être écrit en capitales (les noms de famille non plus), ni en gras, ni en italique, ni en « petit »…
- Le gras n'est utilisé que pour surligner le titre de l'article dans l'introduction, une seule fois.
- L'italique est rarement utilisé : mots en langue étrangère, titres d'œuvres, noms de bateaux, etc.
- Les citations ne sont pas en italique mais en corps de texte normal. Elles sont entourées par des guillemets français : « et ».
- Les listes à puces sont à éviter, des paragraphes rédigés étant largement préférés. Les tableaux sont à réserver à la présentation de données structurées (résultats, etc.).
- Les appels de note de bas de page (petits chiffres en exposant, introduits par l'outil «  Source ») sont à placer entre la fin de phrase et le point final[comme ça].
- Les liens internes (vers d'autres articles de Wikipédia) sont à choisir avec parcimonie. Créez des liens vers des articles approfondissant le sujet. Les termes génériques sans rapport avec le sujet sont à éviter, ainsi que les répétitions de liens vers un même terme.
- Les liens externes sont à placer uniquement dans une section « Liens externes », à la fin de l'article. Ces liens sont à choisir avec parcimonie suivant les règles définies. Si un lien sert de source à l'article, son insertion dans le texte est à faire par les notes de bas de page.
- La présentation des références doit suivre les conventions bibliographiques. Il est recommandé d'utiliser les modèles {{Ouvrage}}, {{Chapitre}}, {{Article}}, {{Lien web}} et/ou {{Bibliographie}}. Le mode d'édition visuel peut mettre en forme automatiquement les références.
- Insérer une infobox (cadre d'informations à droite) n'est pas obligatoire pour parachever la mise en page.

Pour une aide détaillée, merci de consulter Aide:Wikification.
Si vous pensez que ces points ont été résolus, vous pouvez retirer ce bandeau et améliorer la mise en forme d'un autre article.
Pour un article plus général, voir Guadeloupe.
L'histoire de la Guadeloupe (appartenant à l'ensemble insulaire des Antilles dans la mer des Caraïbes) est marquée par la déportation massive, à partir des années 1670, d'esclaves noirs ouest-africains, ancêtres de la majorité de la population actuelle.
Cette île double (en ailes de papillon) française des Petites Antilles, située à environ 600 km au nord des côtes de l'Amérique du Sud, à 600 km à l'est de la République dominicaine et à 950 km au sud-est des États-Unis a été plusieurs fois investie par les Anglais et a connu la Révolution française plus longtemps que la Martinique.
L'archipel de la Guadeloupe est département et région d'outre-mer (de France) et également région ultrapériphérique de l'Union européenne.
Sa superficie est de 1 628,43 km2, et sa population en 2018 de 384 315 Guadeloupéen(ne)s, parlant principalement français standard et/ou français guadeloupéen et/ou créole guadeloupéen.

## Période précolombienne
La Guadeloupe est peuplée par des populations amérindiennes au moins 3000 ans avant J.-C. Vers 300 avant J.-C., le peuple des premières nations appelés « Arawaks », un peuple d’agriculteurs et de pêcheurs, s’installent dans la région.

## XVIesiècle: découverte par les Espagnols, premiers contacts (1493-1635)

### Passages de Christophe Colomb

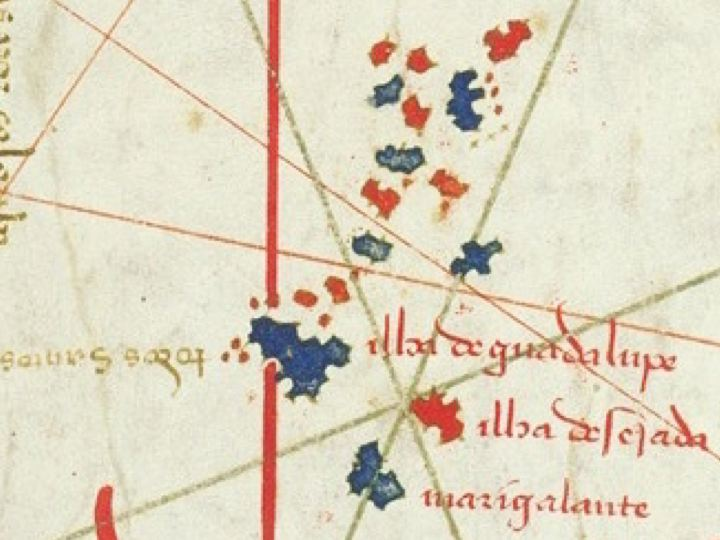
Les cinq îles de la Guadeloupe clairement identifiées et nommées (Isla de Guadalupe, Isla Deserada, Marígalante et Todos Santos) sur le planisphère de Cantino datant de 1502.

21 jours après avoir quitté les îles Canaries, au cours de son deuxième voyage, Christophe Colomb aperçoit une première terre : La Désirade, qu'il baptise ainsi Desirada (« désirée » en espagnol), tant la vue d'une terre a été désirée par l'équipage. Le 3 novembre 1493, une autre île est en vue, que Colomb nomme Maria Galanda (Marie-Galante), du nom du navire amiral. Après un passage d'une nuit à la Dominique, ils reprennent la mer vers une île plus grande dont ils ont aperçu au loin les montagnes : Colomb décide de jeter l'ancre devant cette île afin d'accorder quelques jours de repos à ses hommes. Il nomme l'île Guadeloupe, en référence au monastère Sainte-Marie de Guadalupe, en Estrémadure.
Le 4 novembre 1493, il débarque sur l'île principale,. Il baptise cette île Guadalupe du nom du monastère royal de Santa María de Guadalupe en Espagne. Lors d'un pèlerinage, Christophe Colomb aurait fait la promesse aux religieux de donner le nom de leur monastère à une île ou alors, il s'était fait cette promesse à lui-même lors des tempêtes de son retour en Europe en 1492[réf. nécessaire]. Il semblerait également que Christophe Colomb ait été inspiré par les chutes du Carbet, lui rappelant les cascades présentes dans la région d'Estrémadure où se situe le monastère.
Le 10 avril 1496, Colomb retourne à Guadeloupe avec deux vaisseaux. Ils sont de retour vers l'Espagne, mais il a fait fausse route et ils se trouvent à court de provisions. Les habitants, interrogés par des Taïnos qui voyagent avec les Espagnols, refusent de fournir les aliments demandés. Christophe Colomb ordonne un débarquement en force et il s'ensuit une dure bataille après laquelle les guerriers locaux se retirent vers l'intérieur de l'île. Christophe Colomb et ses hommes y restent sur jusqu'au 20 avril.

### L'abandon des Espagnols
Les Espagnols se préoccupent peu de l'île au cours du XVIe siècle. En effet, elle semble relativement inhospitalière et ne possède aucune mine d'or. Elle sert d'aiguade, c'est-à-dire de point de ravitaillement en eau douce et en bois pour les navires.
Au début, les Caraïbes tolèrent ces « marins de passage » et parfois même fraternisent avec eux. Mais, petit à petit, les hostilités grandissent entre les indigènes et les Espagnols. Les Caraïbes, aguerris au combat, résistent à la présence grandissante des Européens, jusqu'à ce qu'une cédule royale datant d'octobre 1503, autorise aux Espagnols la capture d'Arawaks habitant les îles sans or. Plusieurs expéditions et raids au cours du XVIe siècle ont lieu dans le but de capturer des Caraïbes et de les faire travailler, de pacifier, puis de coloniser ces îles.
En 1515, Juan Ponce de León, conquérant de Porto Rico, et Antonio Serrano décident de pacifier la Guadeloupe et d'y installer définitivement des colons ibériques. Leur expédition compte trois navires et trois cents soldats. Cachés en embuscade, les Caraïbes foncent sur ceux qui débarquent, les tuent ou en font des prisonniers.
Lassés, les Espagnols, qui préfèrent les terres plus riches de l'Amérique centrale, abandonnent progressivement les Petites Antilles. Ainsi, ils quittent définitivement leur fort de l'île Saint-Martin en 1648, laissant la place aux colons et flibustiers anglais, français et hollandais. Ceux-ci font escale régulièrement à partir de 1550 pour faire du commerce avec les Kalinago (Caraïbes / Karib).

## XVIIesiècle

### Les premiers Noirs, prisonniers des navires ibériques
Jusqu'en 1660, la flibuste est le principal moyen d'appropriation des esclaves, loin devant les achats aux Portugais dans l'archipel du Cap vert. De ce fait, le mot « nègres » est  très peu utilisé au milieu du XVIIe siècle, les textes en français disant plutôt « maure », tandis que « mulâtre », est aussi utilisé pour désigner un Nord-Africain, peuple aussi concerné par l'esclavage arabe. Les récits n'emploient pas encore l'expression « la traite » car les Français ne l'ont pas encore systématisée. La flibuste est alors favorisée par le contexte géopolitique, qui facilite la tâche aux corsaires : l'Angleterre, affirmant défendre les protestants français, est en conflit dès 1627 avec la France de Richelieu et de Louis XIII, s'en prenant en particulier à ses colonies françaises, tandis que la guerre hispano-française débute en 1635 pour ne se terminer qu'en 1659. Pour s'être emparé de l'île de Saint-Christophe en 1627, le Normand Belain d'Esnambuc obtient l'appui de Richelieu, qui est depuis 1626, grand maitre, chef et surintendant des mers. Les premières chartes de sa Compagnie de Saint-Christophe, ancêtre de la Compagnie des îles d'Amérique, mentionnent ces esclaves capturés sur l'ennemi, à l'image de ceux de la guerre de course contre l'Espagne et le Portugal des corsaires hollandais de la Compagnie néerlandaise des Indes occidentales fondée en 1621. Les Espagnols sous-traitaient aux Portugais l'asiento, monopole d'importations des esclaves, car le Traité de Tordesillas, sous l'autorité du Pape, réservait Afrique et Brésil à ces derniers. À l'époque de l'Empire Espagnol, les Pays-Bas protestants, faisaient surtout du commerce avec les Amérindiens de Guyane et du Vénézuela, entre ces deux zones.
Dès 1638, le navigateur rouennais Jean Rozée, un des associés de la Compagnie des îles d'Amérique, signe un contrat avec le marchand rouennais Daniel Trezel, par lequel il s'engageait à lui livrer 60 Noirs à 200 francs chacun. La  compagnie de Rouen, avait été fondée par le même Jean Rozée dès 1626 pour le monopole du commerce au Sénégal où en 1628, un premier comptoir fut installé, suivi en 1638 par le fort Saint-Louis créée par le capitaine Thomas Lambert, originaire de Dieppe, en Normandie, sur l'île de Bocos, près de l'embouchure du fleuve Sénégal, avant de publier un récit de voyages sur le fleuve Niger,. Après sa construction achevée en 1643, ce comptoir sera transféré sur l’île de N’dar, donnant en 1659, naissance à la ville de Saint-Louis.
Entre-temps, le contrat signé avec Daniel Trezel en 1638 pour livrer 60 Noirs à 200 francs ne semble pas aboutir, car le 12 décembre 1642, c'est la Compagnie des îles d'Amérique qui doit insister pour réclamer ces 60 esclaves noirs. Le 7 janvier 1643, c'est elle qui charge Jean Rozée de les acheter à 200 francs pièces. Gros négociant de Rouen, Rozée avait créé la Compagnie du Sénégal en 1633, chargée d'y vendre de la quincaillerie en échange de poudre d'or et qu'il avait revendue en 1638. Le 4 février 1643, le capitaine Drouant s'engage à livrer les esclaves, Jacques Berruyer et Pierre Chanut prenant un seizième chacun du navire « au profit de la Compagnie ».
Entre-temps, le commerce des esclaves a été autorisé par Louis XIII en 1642, peu avant la mort de Richelieu.
Le dominicain Raymond Breton, installé à la Guadeloupe, note que Drouant livre les 60 Noirs peu après la Pentecôte 1643, mais selon le récit du Père Dutertre, la Compagnie n'en dispose, en réalité au nombre de 56, que le 5 septembre. Charles Houël achète la totalité des Noirs qui arrivent alors à la Guadeloupe sur un navire anglais, dont certains revendus probablement aux officiers de l’île. Le 24 août 1644, Drouant amène de nouveaux esclaves. En 1645, Houël en achète une centaine pour la Compagnie. Par ailleurs, la Compagnie se souciait surtout de trouver 40 à 50 artisans qualifiés en 1642. En 1645, Houël revient de France sur un navire avec une centaine d'engagés blancs. Les trois îles françaises ayant déjà importé 7000 d'entre eux en sept ans et plus d'une centaine de Noirs, elle recherche alors surtout des profils très spécialisés.

### Les engagés blancs, premiers producteurs de sucre

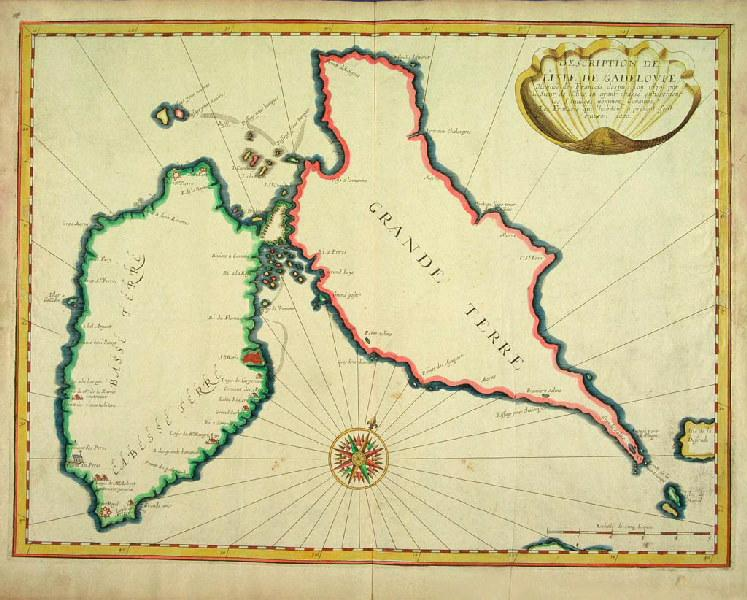
Description de l'Isle de Gadeloupe, contenue dans l'Atlas de Boisseau, 1643. Le cartouche en haut à droite contient le texte suivant : Habitée des Francois depuis l'an 1634 par le Sieur de l'Olive, en ayant chassé entierement Les Sauvages, nommez Caraibes. Les Francois qui l'habitent a present sont environ 2000

Menés par Jean du Plessis d'Ossonville et Charles Liénard de L'Olive 150 français (dont de nombreux Normands) débarquent le 28 juin 1635 à la Pointe Allègre dans les environs de l'actuelle ville de Sainte-Rose, avec quatre prêtres dominicains puis s'installent au sud, près de l'actuel Vieux-Fort.
Ces Français sont quasiment tous des engagés par contrat, pour trois ans, auprès d'un maitre qui a le droit de les revendre, car il a payé leur traversée.
Quelques-uns réussissent à faire fortune, une fois les trois ans passés, ce qui restera possible pendant une vingtaine d'années, avant que terres disponibles deviennent hors de prix.
Dans l'île anglaise de la Barbade, cela devient assez vite impossible : le prix de la terre y grimpe de 50% dès 1639, à 1,20 livre par acre puis monte à 5,20 dès 1646, multiplié par 4,5 en 8 ans. À la Guadeloupe, la culture du sucre est prévue dans un contrat signé dès 1635 par la Compagnie des îles d'Amérique : elle est d'abord l'affaire de ces engagés blancs, auxquels font référence nombre de ses documents. Dès le début, l'un d'eux montre qu'elle s'engage à installer en plus de 60 esclaves, 40 à 50 « artisans de tous mestiers à la construction des bastimens, halles et magazins, culture des cannes et autres ouvrages ». Mais les esclaves resteront très minoritaires dix à douze ans.
D'une moyenne d'âge de 21 ans dans les années 1630 pour les îles françaises, ces "engagés" sont aussi appelés "alloués". Jean Dupont, gouverneur de Saint-Christophe avant d'être pris par les Espagnols, vient par exemple, au Havre en chercher 94 en 1635 à bord du navire "La Petite Notre-Dame".
Le plus connu est l'aide-chirurgien Alexandre-Olivier Exquemelin vendu pour trente écus à la Tortue le 7 juillet 1666.
Utilisé comme défricheur, il tombe gravement malade, son maître refusant de le soigner, avant d'être sauvé par les capucins puis d'intégrer les boucaniers.
Autre ex-engagé devenu célèbre, le futur pirate Henry Morgan et un autre propriétaire d'esclaves, Jean Roy (flibustier), né en 1617 et très tôt exploitant de tabac puis membre du Conseil souverain de Martinique en décembre 1675, qui en détiendra 800 vers la fin du siècle.
La Martinique n'a toujours que 200 habitants blancs en 1638, les Engagés arrivant surtout en Guadeloupe, qui en compte un millier dès 1640. A Saint-Christophe, la plantation de canne à sucre du gouverneur Philippe de Longvilliers de Poincy dispose dès 1646 de plus de cent esclaves et 200 « domestiques », c'est-à-dire des engagés blancs. Depuis septembre 1638, avant même d'arriver huit mois après aux îles, il avait deux associés « pour le commerce des îles », le banquier parisien Desmartin qui a effectué presque seul les avances de fonds et le capitaine Rigaud, propriétaire d'un vaisseau, puis dès son arrivée en mai 1639 il est en affaire pour des moulins à sucre avec le sieur Raye, frère d'Adam Raye, de Rouen, qui « dès son enfance, a fait profession de cet art » et qui a « résidé longtemps avec les Hollandais à Pernambouc », au Brésil. Ses engagés travaillaient d'abord « au milieu des esclaves », et « avec le même outillage ».
D'anciens engagés qui ont « montré de l'autorité » sont ensuite promus, mais parfois ils restent longtemps une main d'œuvre de base : un inventaire de juillet 1682  à Léogane (Saint-Domingue) en recense travaillant au milieu de 15 esclaves noirs.
Un édit royal du 8 mars 1642 établit que 7000 personnes ont ainsi été transportées vers les îles françaises depuis 1635 au bénéfice de la Compagnie des îles d'Amérique, soit plus de 300 par an en moyenne dans chacune des trois îles, Saint-Christophe, Martinique et Guadeloupe. L'objectif de 4000 personnes en dix ans fixé en 1635 est battu grâce à l'accélération de 1640-1642. Ces trois îles se lancent au même moment très tôt dans les cultures coloniales : tabac et coton puis sucre, car la surproduction fait s'effondrer les prix du tabac et du coton en 1637-1639. Au contraire, dès 1635, l'offre mondiale de sucre est déficitaire à cause de la guerre entre Hollandais et Portugais qui ravage le Brésil depuis 1630, où un tiers des moulins à sucre sont détruits en quelques années.
Mais ces engagés blancs, parfois aussi utilisés à la fortification des îles, sont quasiment tous des hommes, qui craignent de rester célibataires une fois leur contrat de trois ans terminé, et vont alors tenter leur chance ailleurs en Amérique. C'est pour offrir des perspectives aux candidats en France qu'en 1642-1644 la Compagnie promeut l'importation de femmes: 8 en 1642, 14 en 1643 et 16 en 1644, de Dieppe à la Guadeloupe. La ville de Basse-Terre est fondée dans le Sud de la Guadeloupe et 1643 et en 1645, plus de 200 orphelines apprennent à lire, écrire, coudre, tricoter et broder, rue St Dominique, dans le Couvent la Divine Providence, dirigé par Benoit Brachet. Léonore de La Fayolle, munie de lettres de la Reine, reçoit la somme de 200 livres, pour convoyer des orphelines aux îles
Dans l'île anglaise voisine de la Barbade, Peter Blower, hollandais du Brésil a introduit le sucre dès 1637 et la surpopulation des engagés blancs s'accompagne de plusieurs révoltes. Dans toutes les îles, pendant longtemps, ces engagés blancs travaillent à côté des esclaves dans les plantations, souvent plus nombreux qu'eux dans les premières années, et s'en plaignent parfois par écrit. Parmi ceux embarqués en 1628 au Havre sur le vaisseau « Les Trois Rois », du corsaire Du Roissey appartenant à la Compagnie de Saint-Christophe, le jeune Guillaume Coppier, fils d'un notaire lyonnais, a travaillé aux Antilles pour le même maître et dans les mêmes conditions que des africains, avant de rentrer en 1632 à Lyon, où il souligne les « Antiperfections des Nègres » dans son récit de voyage, le seul de l'époque n'émanant pas d'un missionnaire. Sur le même ton, un peu plus tard, le manuscrit « Histoire de la Grenade » publié vers 1650 par un dominicain insiste lui aussi sur les différences physiques entre Noirs et Blancs après l'assassinat d'un maître par deux engagés blancs.
Les Français tentent dès 1638 de compléter par l'apport d'esclaves noirs , en plus des quelques dizaines apportés dès la création de la compagnie en 1626 par le flibustier D'Esnambuc, mais n'y parviennent que beaucoup plus tard, dans la seconde partie de l'année 1643. Dès ses débuts en 1635, la Compagnie des îles d'Amérique, dont le Cardinal Richelieu est le premier actionnaire, a signé avec Daniel Trézel, marchand rouennais d'origine hollandaise un contrat demandant de démarrer une production nouvelle, la canne à sucre, et en reverser 10 % des profits.
Ses deux fils le rejoignent en 1639: François à la Martinique, Samuel à la Guadeloupe. La Compagnie s'active début 1639 :en mai, elle ordonne de détruire tous les plancs de tabac et dès le 6 avril 1639 accorde à Daniel Trézel le monopole la canne à sucre, dans celle des deux îles où sa culture est moins avancée, la Martinique.
À la Guadeloupe, où les terres faciles à cultiver sont plus importantes, Daniel Trézel (1576-1641) loue son moulin aux autres planteurs, dont la compagnie. Il n'obtient pas de monopole, mais deux plantations.
Son fils Samuel invoquant « de grands bois périlleux et malsains », Charles Liénard de L'Olive l'installe « le long d’une belle rivière […] et d’étendue convenable » moyennant 35 000 livres de tabac, monnaie de l'époque, à payer en deux versements à crédit, par contrat signé le 20 août 1639.
La Compagnie le soutient financièrement par un prêt de la moitié de ce montant, tout en offrant de payer le transport d'Europe  de« quelques machines ou engins à sucre ». Face à cette insistance de la Compagnie des îles d'Amérique, Daniel Trézel obtient aussi en 1640 de nouvelles exemptions fiscales et des engagements fermes pour promouvoir ses fils dans la société coloniale.

### Un quart de siècle de guerres amérindiennes
La Compagnie des îles d'Amérique a pour mission d'évangéliser les Amérindiens des Antilles (Caraïbes/Karib), mais Charles Liénard de L'Olive (1601c-1643) leur déclare la guerre pour prendre vivres et femmes, débutant une guerre qui va durer un quart de siècle.
À cette époque l'esclavage touche toutes les couleurs de peaux, l'historien et homme politique de Trinidad Eric Williams estimant même dans son livre de référence de 1944 que  « l'esclavage n'est pas né du racisme, le racisme a été plutôt la conséquence de l'esclavage ». Il frappe notamment aussi les Amérindiens des îles. Le récit du père dominicain Raymond Breton sur sa fréquentation des Amérindiens entre 1634 et 1643 et sa résidence de 1641 à 1651 dans l'île de la Dominique avec les Kalinago (Karib/Caribes/Caraïbes) et les Garifunas, lui permettant de rédiger le premier dictionnaire français-caribe,. Raymond Breton raconte que des Arawaks de Terre Ferme « ennemis mortels des Caraïbes », utilisent cette guerre pour vendre « les hommes et les jeunes gens prisonniers aux Français, aux Hollandais et aux Anglais ».
En 1636, puis en 1640 et 1669, ont lieu les signatures des traités de paix avec les Kalinago, dont aucun ne sera respecté. En février 1660, James Russell gouverneur de Nevis, Christopher Kaynall, celui d'Antigua, et Roger Osborne, celui de Montserrat, se réunissent à Saint-Christophe en vue de s'organiser contre les Caraïbes. Les fonds pour la nouvelle alliance défensive doivent être déposés à Basse-terre, sur Saint-Christophe, où Osborne et Charles Hoüel en disposeront. Puis le 31 mars 1660, c'est Charles Houël qui invite dans sa luxueuse résidence de Houëlmont, en Guadeloupe, une quinzaine de chefs caraïbes pour signer un traité de paix avec les Français et les Anglais à la fois. L'idée est de pacifier la Caraïbe pour faciliter le commerce et l'expansion sucrière. Au début 1662, une expédition anglaise est lancée pour reprendre l'île de la Tortue. Et en juillet 1662, le Baron de Windsor, 35 ans, arrive à la Barbade, en prévision de son mandat de gouverneur de la Jamaïque. Juste après, il envoie le navire Griffin à Santo Domingo et Cuba pour demander aux gouverneurs espagnols l'autorisation d'effectuer à nouveau du commerce, en expliquant que désormais prévaut la paix.

### En 1649, l'île passe de la Compagnie aux "seigneurs propriétaires"
En deux ans, de 1649 à 1651, la Compagnie des îles d'Amérique vend les trois principales îles des Antilles françaises à chacun de leurs trois gouverneurs, en commençant par Charles Houël (1616-1682) qui s'empare de la Guadeloupe en septembre 1649 grâce à un plan de développement sucrier financé par généreux crédit sur cinq ans.
La moitié de l'acquisition revient à son beau-frère Jean de Boisseret, qui règle au passage une dette à des artisans de La Rochelle et Harfleur, en contentieux avec  la Compagnie des îles d'Amérique depuis trois ans.
Depuis l'année 1645, dix ans après sa fondation, la Compagnie des îles d'Amérique traverse une crise d'autorité dans les trois îles.
Son patron Philippe de Longvilliers de Poincy, a accepté en 1640 d'exiler un protestant, le capitaine Levasseur, qui ensuite le défie à la tête des boucaniers de l'île de la Tortue.
Propriétaire de nombreux esclaves pris par les corsaires sur les navires ibériques, Philippe de Longvilliers de Poincy se voit aussi demandé, vers 1645, par les missionnaires Capucins pourquoi leurs enfants, baptisés, ne sont pas libres.
Question sensible chez les esclaves « jamais moins maîtres de leur colère que quand il s’agit de l’intérêt de leurs pauvres enfants» .
Les Dominicains, qui dominent alors la Guadeloupe et ont des esclaves, soulignent de leur côté que ces enfants accèdent à l'instruction : Raymond Breton affirme que presque tous les 3000 esclaves qu'il a recensés en 1654 en Gualoupe « ont été instruits par nos Pères et baptisés », tandis que Jean-Baptiste Du Tertre souligne que leurs parents, la plupart achetés au Cap Vert, en plus d'être « Mahomettans », étaient stupides et ignorants.
Le mandat de Philippe de Longvilliers de Poincy à la tête de la compagnie n'étant pas renouvelé, il bloque l'arrivée de son successeur à l'automne 1645.
Jacques Dyel du Parquet, gouverneur de la Martinique soutient d'abord la Compagnie dans ce conflit, avec Constant d'Aubigné et Jean Dubuc VI, mais le soulèvement contre la Compagnie s'étend fin 1646, où les plus radicaux sont menés par un ancien gantier parisien qui se fait appeler « général » Beaufort.
Du Parque ne rétablit vraiment son autorité que par une victoire militaire le 20 mai 1649, quand avec 300 hommes il débarque à la Grenade, attaquée par les indiens Caraïbes de Saint-Vincent et de la Dominique.
En septembre 1649, Houel et Boisseret finalisent l'achat de la Guadeloupe pour 60 000 livres, dont 20% au comptant, le reste payable sur 4 ans, plus une redevance de 293 livres de sucre fin par an, payable à partir du 1er janvier 1651, ce qui leur laisse quinze mois pour croître.
Le généreux crédit se base sur le plan d'affaires de Charles Houël envoyé à son beau-frère de Boisseret: environ 50 000 livres de sucre en 1649 puis 100 000 livres en 1650, en se basant sur le succès du gouverneur de Poincy à Saint-Christophe.
Ce plan est un mensonge : Houël s'est détourné de cette activité et s'est « arrangé pour que cela ne se sache pas » car, « s'il avait réussi, il n'aurait certainement pas concédé aux Carmes, en 1651, « cent arpens de terre arrosée d'une rivière, en une plaine, avec six esclaves, droict de pesche en mer, et de moulin à sucre » avait affirmé en 1968 l'historien Christian Schnackenbourg, s'appuyant sur les écrits de 1667 du dominicain Jean-Baptiste Du Tertre, selon qui le moulin à sucre de Daniel Trézel, utilisé par Houël, ne produisait plus en 1648 après s'être déjà arrêté dès 1641, ne parvenant pas à rivaliser avec les sucres blancs du Brésil.
Ce sont cependant les exportations du Brésil qui se sont effondrées en 1648, en pleine guerre luso-hollandaise, ont révélé plus tard les historiens, la Compagnie des îles d'Amérique en profitant au contraire pour s'investir davantage.
Selon l'historien Roulet, qui a épluché tous les documents de la Compagnie, Christian Schnakenbourg s'est de plus trompé en écrivant que la Compagnie a récupéré le moulin Trézel contre compensation et confié dès 1641 l'expansion du sucre au gouverneur Jean Aubert (1640-1643), affirmation du dominicain Du Tertre, qui a pu « travestir » les faits pour mettre en avant Aubert au détriment de Charles Houël, pour qui Jean-Baptiste Du Tertre manifeste « une très forte animosité » et « n'est pas à une erreur près ».
Selon Roulet c'est en 1642 que la Compagnie s'investit dans la culture du sucre en s'occupant d’une vaste plantation nommée "la famille" et en abaissant fortement les droits « afin que tous les habitants de la Guadeloupe se portent avec plus d’affection à la culture des cannes », qui était déjà à l’œuvre. Houël n'entre dans la société qu’en 1643, pas en 1642, en achetant une part et en succédant à Jean Aubert.
Dès le début, la Guadeloupe fut considérée « comme celle de touttes les isles qui est la plus propre à la nourriture des cannes » même si la Grande-Terre (île en Guadeloupe) au climat plus sec que la Basse-Terre et à la végétation moins dense, sur les mornes d'un atoll surélevé où se repliaient les Amérindiens, fut d'abord évitée les première décennies, tandis que la croissance du sucre en Basse-Terre a subi un coup de frein dans la seconde partie des années 1650 à cause de trois cyclones en quinze mois (1655-1656), une famine, un soulèvement d'esclaves et une révolte contre les excès de Houël.
Dans l'achat de 1649 par Charles Houël, le versement au comptant permet de rembourser le marchand de Rouen Jean Rozée, actionnaire et créancier à hauteur de 11 500 livres. Jean de Boisseret accepte lui de régler les dettes de la compagnie envers des "engagés" artisans qui n'avaient pas été payés, déclenchant des plaintes et poursuites de leurs femmes à La Rochelle et Harfleur dès le 23 août 1646.
La Compagnie des îles d'Amérique a au total dû emprunter 45000 livres au total, montant largement couvert par les 60000 livres (plus les redevances en sucre) de la cession à Houël et Boisseret, sans que l'on sache si une partie des 45000 livres avait déjà été remboursée. Parmi ses dettes, 5000 livres en 1645 à un commis à La Rochelle, Denis et 6000 livres au capitaine Barbier et aux bourgeois de Dieppe pour des esclaves et du bétail et même 1500 livres dus au gouverneur Charles Houël. En Guadeloupe, il a dépensé beaucoup, payant via les lettres de change au nom de la Compagnie, qui a par ailleurs perdu un procès contre la veuve de Liénard de l'Olive, sans que l'impact financier ne soit cité. La Compagnie des îles d'Amérique a investi au total 85 000 livres, et le sucre apparait comme sa principale motivation, montant qui plaide contre l'ancienne croyance des historiens voulant qu'elle avait échoué dans cette culture en 1649, même si le risque concurrentiel semble exister sur son propre sol.
Au delà du Brésil et surtout de la Barbade anglaise, en forte expansion entre 1645 et 1649, la concurrence est importante aussi en Guadeloupe même, où le Père breton souligne qu'en 1647, le sucre « vient fort bon et excellent » avec « des cannes, grosses et succulentes », avec au moins trois acteurs : les autres planteurs ont le droit d'utiliser le moulin de Daniel Trézel, mis aussi à disposition de la compagnie, tandis que la propre plantation de ce dernier, bien distincte, l'utilise aussi. Son fils, Samuel Trézel, qui gère cette plantation, s'est engagé à rester six ans, en échange du dixième des sucres fabriqués pendant les trois années qui suivraient son éventuel subit des reproches: plusieurs documents insistent pour que famille Trésel conseille Charles Houël, nouveau gouverneur depuis 1643, « pour avancer l’ouvrage » sucrier et dès le 3 mars 1645, un Legay fut nommé commis pour la confection des sucres. En 1647 Charles Houël fait même assassiner Trézel par un « second couteau » à ses ordres.
Charles Houël est parti en 1645 en France défendre son bilan et probablement réclamer des engagés blancs ou des esclaves pour son île, au moment où la Compagnie des îles d'Amérique entre en conflit avec le gouverneur de Saint-Christophe Philippe de Longvilliers de Poincy, qui est déjà propriétaire de 200 engagés blancs et 100 esclaves en 1645.
Le missionnaire capucin Pacifique de Provins appelle à soutenir cette entreprise et accompagne Charles Houël dans son voyage en France, qu'il raconte l'année suivante. La Compagnie répond à Charles Houel qu'elle envisage, pour produire plus de sucre, de recruter des artisans en Hollande où à Madère, île sucrière sous contrôle Portugais depuis le XVe siècle.
Charles Houël y fait un détour avant de rentrer en Guadeloupe avec une centaine d'engagés blancs. La Compagnie manque en effet de maçons et de charpentiers, et en délibère fréquemment (31 mars 1645, 1er décembre 1645, 2 février 1646) alors qu'elle est en conflit avec des artisans qu'elle n'a pas payés.
Un an après l'acquistion de Charles Houël, un acte de vente du 27 septembre 165 fait, Du Parquet le propriétaire de la Martinique, de la Grenade, des Grenadines et de Saint-Lucie, pour 41 500 livres, deux tiers du prix payé l'année précédente pour la Guadeloupe. Et en 1651 c'est au tour de Saint-Christophe, d'être vendue à son gouverneur.
Pour la diplomatie française, ces propriétaires privés sont mieux placés, pour conquérir les petites îles environnantes, que la Compagnie des îles d'Amérique, restée symbole de Richelieu, mort en 1642. Son successeur Mazarin, occcupé comme lui à réprimer les révoltes protestantes en France, ne souhaite pas trop énerver les extrémistes protestants qui ont pris le pouvoir en Angleterre en 1648 et fait décapiter en janvier 1649 le roi catholique, en préparant dans la foulée l'expédition de la Barbade contre ses partisans réfugiés aux Antilles. Leur chef Oliver Cromwell après avoir étudié un soutien aux protestants français, y renoncera et réussira à modérer ses troupes.
En Guadeloupe, Charles Houël et Jean de Boisseret se font ériger chacun un fort sur les bonnes terres dès 1650, juste après leur acquisition. Ils en donnent une partie aux missionnaires Carmes et aux Jésuites, partisans de "l'évangélisation" des esclaves, jouant de leur rivalité avec les Dominicains, jusqu'alors les seuls missionnaires de l'île.
À partir de 1649, sous ce nouveau « régime des seigneurs-propriétaires », qui n'ont plus à rendre de comptes à Paris , c'est « l'obscurité quasi-complète » sur leurs revenus et patrimoines. Il apparait cependant que Philippe de Longvilliers de Poincy a doublé le nombre de ses employés, esclaves et engagés, entre 1650 et 1654.
Dès 1647, le missionnaire carme Maurile de Saint-Michel l'a visité et écrit à son retour que le sucre était déjà « la première marchandise de nos îles », Poincy en retirant « tous les ans la valeur de trente mille écus ».

### Les terres offertes en 1650 aux Jésuites et aux Carmes
Charles Houël, brouillé avec les dominicains, fit dès 1650 venir deux autres ordres religieux en Guadeloupe, à qui il donna « propriétés, esclaves et privilèges ». Le 5 mars 1651, il officialise le don aux prêtres carmes d'une paroisse et une église à trois nefs, de « belle dimension », évaluée à 500 000 livres de sucre, sur le site du Fort.
Elle est « précisément située au milieu même de notre propre paroisse et en fixa la limite à notre couvent » se plaignent alors les dominicains dans un texte du Père Breton. En 1650, Charles Houël donne aussi aux prêtres carmes un couvent « enclos de murailles élevées de neufs à dix pieds de haut avec un fort joli dôme au milieu où on reçoit et parle aux fermiers sans entrer dans la maison ».
Le cardinal de Richelieu avait officiellement attribué en 1635, la Guadeloupe à l’ordre de Saint-Dominique et désigné Pierre Pélican, supérieur de la mission, assisté de Nicolas Breschet, Pierre Griffon de La Croix et Raymond Breton, évangéliste des Amérindiens. Dès 1636, une partie des colons s’installent près des villages amérindiens situés entre les rivières du Grand Carbet et du Petit Carbet, déclenchant leur départ, avant un nouvel échec en 1642, quand une chapelle ne peut y être construite près du logis du juge Mauger, ceux qui devaient la bâtir s'y refusant. Autre échec les pères capucins, chassés de Saint-Christophe, qui ont tenté de s'installer à la Guadeloupe dès 1637 puis renoncé quelques mois après.
Fin 1636, la mission des dominicains avait été transférée sur une autre concession de la Compagnie des îles d’Amérique, entre la rivière du Baillif et la rivière des Pères, confirmée par contrat du 26 janvier 1637, où ils ont bâti deux couvents, l’un à Marigot et l’autre à Baillif, desservant chacun trois chapelles. Le père Breton, qui assista à sa signature, précise dans son Dictionnaire caraïbe-français que la Rivière de la Pointe des Galions, proche, prend son nom du mouillage de la flotte d’Espagne au cours de la même année 1636. Charles Houël, « adversaire acharné des dominicains, s’efforcera constamment de limiter leurs possessions et leurs prérogatives ». L'église et le couvent érigés en 1637 subissent un incendie en 1638, mais Saint-Louis croît lentement, notamment la sucrerie du Petit-Marigot, où les dominicains réinstalleront au XVIIIe siècle le couvent rebâti après.
En 1646, d’autres terres leur avaient été données en Guadeloupe, près de la rivière de Capesterre, où ils édifient aussi couvent et sucrerie, site dévasté, probablement vers la fin des années 1660, par la crue d'un ouragan. Transféré à Baillif sur une hauteur, le couvent sera ramené près de la sucrerie, car à nouveau détruit en 1691 le tout devenant l'Habitation La Grivelière. L'église, endommagée aussi par l'ouragan, verra sa reconstruction contestée en raison des dettes des prêtres carmes causées « par des dépenses inconsidérées »>, d'où la coexistence de « deux édifices religieux durant une quarantaine d’années », jusqu'au siècle suivant. Les carmes n’obtiendront confirmation de ces concessions qu’en 1681, car leur arrivée contestée de 1650 évince leurs rivaux dominicains du principal bourg de Guadeloupe.
Charles Houël donne aussi en 1650 « de nombreuses concessions » aux jésuites, chargé de s'établir en « paroisse des nègres », c'est-à-dire de les évangéliser, où sont érigés un « couvent sur la hauteur » mais ensuite déplacé, puis une église à partir de 1655, jugée quelques décennies après comme la plus belle de l’île, près de la place d’armes, mentionnée par père Breton, car contiguë à celle des carmes. Un cimetière des jésuites suit, sur un terrain donné en 1657 par Pierre Lemoyne. Plus tard, en 1673, une donation du gouverneur Du Lion permet l'arrivée d'un 4ème ordre, les pères capucins, également pour installer un couvent, à Basse-Terre, sur la route du bourg du Carmel à Baillif, tandis qu'un cinquième, les frères de la Charité se voient confier en 1685, l’administration de l’hôpital de Basse-Terre.
Le récit de Jean-Baptiste Du Tertre situe l'arrivée des Jésuites et Carmes en 1650, près magasins où « on commence une forme de bourgade ». Le gouverneur Hoüel joue tour à tour sur eux ou les Dominicains, les mettant en concurrence. À la Martinique, ce sont les Jésuites qui sont souvent favorisés par rapport aux autres ordres, rapportera le père Labat, et notamment mis en avant dans la guerre de 1658 contre les Indiens caraïbes.
La brouille de Charles Houël avec les dominicains ne l'avait pas empêché de les utiliser pour son expansion : Mathias Du Puis, arrivé à la Guadeloupe en 1644, « ayant apaisé l’esprit de monsieur notre gouverneur » après un courroux « beaucoup animé par deux certains », avait le 15 octobre 1648 colonisé l’archipel des Saintes, en face de la « belle et riche résidence » à la Grande Anse du gentilhomme Desprez, qui y avait la plantation, avant de rentrer en France en 1650 pour y publier un récit en 1652.

### L'expansion de la population noire entre 1648 et 1653
Le père Jean-Baptiste Du Tertre n'a pas été témoin de l'expansion de l'esclavage entre 1648 et 1654, car après son deuxième séjour à la Guadeloupe (1643-1646), il passe à la Martinique en 1647, puis retourne en France et ne revient qu'une décennie plus tard en 1656-1657, à la Martinique. La croissance démographique a eu lieu bien avant 1654, année où le Père Breton affirme que la Guadeloupe compte une population noire de « à peu près trois mille de l’un et l’autre sexe », soit le nombre donné par le recensement de 1660, six ans après. Son estimation, insistant sur la présence des femmes, 400 à 500 blanches, presque toutes mariées, avec 2 000 maisons selon lui, attestant de la coexistence tardive de mains d'œuvre noire et blanche, est probablement exagérée, bien que plus prudente que celles d'autres chroniqueurs : avant 1660, aucun chiffre n'est fiable selon les historiens, car il n'y a « pas de recensement pour cette période », d'autant que l'administration des affaires coloniales semble « peu structurée » et que les colons migrent d’une île à l’autre, avec les conquêtes des petites îles entre 1647 et 1653, certains se réfugiant même des zones anglaises vers les françaises.
La croissance de la population noire découle de celle des plantations de sucre, les ordres religieux des Carmes et des Jésuites y participant à partir de 1650. Les prix du sucre ont flambé entre 1650 et 1652, une pénurie commune aux deux autres zones productrices, la Barbade anglaise et le Brésil hollandais, rendant cette culture plus rémunératrice que jamais.
Prix du sucre à Londres, en pence par livre:
| 1641 | 1645-1650 | 1651-1652 | 1656      |
| 14   | 12 (-14%) | 18 (+50%) | 10 (-45%) |

.
Les exportations de sucre du Pernambouc ce sont effondrées à la fin de la décennie 1640, en raison de la guerre entre Portugais et Hollandais, le boom sucrier de la Barbade qui avait pris le relais en cours de décennie a été momentanément suspendu entre 1650 et 1652.
| Années                                                     | 1641  | 1642  | 1643 | 1644 | 1645 | 1646 | 1647 |
| Exportations de sucre du Pernambouc vers l'Europe (tonnes) | 7,246 | 4,839 | 4,57 | 4,08 | 3,36 | 1,22 | 0,95 |

Au début des années 1650, environ 13000 engagés blancs travaillaient le sucre à la Barbade, enrôlés dans les mêmes brigades de production que les esclaves africains, selon l'historien barbadien Hilary Beckles (en), au moment où la métropole lance l'expédition de la Barbade en mai 1650 contre sa colonie.
Dans leurs récits, ces engagés dénoncent des conditions de travail plus oppressives que tout ce qu’ils avaient vécu en Grande-Bretagne. Le chiffre de 5 000 Noirs à la Barbade en 1645 est ainsi contesté, même si la moitié de l'île anglaise semblait bien déjà plantée en sucre à cette date, tout comme celui du jésuite Pelleprat, qui évaluait la population blanche de l’ensemble des Petites Antilles françaises à 16 000 en 1650, en plus de 12 000 esclaves. Pierre Pelleprat rêvait d'évangéliser les esclaves, ce qu'il fit de 1651 à 1653 à Saint-Christophe, réussissant à convaincre les jésuites de créer en 1653 à la Martinique un poste dédié aussi à leur éducation. Selon lui, son collègue Jean Destriche, a attiré en seulement 3 mois environ 3000 Irlandais dans son église de la partie française de l'île.
En 1650, la première révolution anglaise venait de déstabiliser les Antilles anglaises, selon l'historien barbadien Hilary Beckles (en). Les propriétés, privilèges et titres accordés par le roi Charles Ier étaient contestés et l'exploitation des engagés dénoncée. Dès 1643, une ordonnance du Parlement dénonçait le rapt d’adolescents embarqués sur quasiment chaque navire , exigeant la fouiller des bateaux. Une enquête du Port de Londres a débouché sur plusieurs arrestations et un procès, selon  Hilary Beckles (en). En novembre 1642, le puritain John Pym, auteur de la « Grande Remontrance » contre le roi et ex-trésorier de la Compagnie de l'île de la Providence crée une « Assessment Tax » sur les propriétés immobilières, au taux jugé confiscatoire de 25 % de la valeur des "rentes, annuités et offices", puis en juillet 1643, l'Excise Tax et fait voter en 1643, la confiscation des biens des «Royalist malignants", dont les propriétés sont saccagées par les puritains, selon une lettre du 16 août 1642 du sergent Nehemiah Warton.
Le but est de financer la Marine nationale : le Parlement anglais y engloutit 80 millions de livres sur les décennies 1640 et 1650 soit près de 4 millions de livres par an. Près de 5000 monarchistes anglais fuient alors à la Barbade et en Virginie.
La petite noblesse anglaise de province appauvrie et révoltée par l'ostentation d'une Cour d'où elle est écartée, comme des premières entreprises coloniales, rejoint elle l'armée parlementaire révolutionnaire d'Oliver Cromwell et la « Navy », vibrant à la « guerre de pirates dans les Antilles pour écumer le trésor américain d'Espagne » et à la dénonciation des privilèges par le philosophe James Harrington, auteur de La Communauté d'Oceana, livre qui a inspiré un siècle et demi plus tard des révolutionnaires français, proposant de plafonner la propriété foncière et affirmant que les colonies ne pourront rester dans le giron anglais.
Ce Parlement vote l'expédition de la Barbade le 7 mai, des rétorsions commerciales le 1er août, puis le 30 octobre l'"Act for prohibiting Trade with the Barbadoes, Virginia, Bermuda and Antego", légalisant la saisie des navires étrangers traitant avec les plantations anglaises d'Amérique. Le 10 novembre, il lève une taxe de 15 % sur la navigation marchande, pour financer la Marine nationale. Dès 1651, elle compte 18 navires supérieurs en puissance de feu au nouveau navire amiral néerlandais. En décembre 1650, l'expédition de la Barbade fait le blocus de l'île, jusque là en pleine expansion : au cours des 20 mois précédant 1650, elle a exporté 3 millions de livres de sucre. Un millier de soldats du colonel Lewis Morris, un Quaker, y débarquent pour saccager des plantations des royalistes, mais le chef de ces derniers, Thomas Modyford négocie avec son cousin germain l'amiral George Monck une capitulation qui sauvegarde leurs biens en échange de l'exil du gouverneur de l'île Francis Willughby. En septembre 1651, la bataille de Worcester, la dernière de la première révolution anglaise, consacre la victoire d'Oliver Cromwell, qui envoie au nouveau gouverneur de la Barbade 1300 prisonniers, parmi lesquels le mercenaire allemand Heinrich von Uchteritz, qui témoignera dans un livre avoir été quasiment affamé dans l'île.
Début 1652, la marine anglaise capture 27 navires hollandais violant l’interdiction de faire du commerce avec la Barbade. Au total, une centaine sont pris entre octobre 1651 et juillet 1652. La Hollande réplique le 3 mars, en équipant 150 navires marchands de canons et Londres lui déclare la première guerre anglo-néerlandaise. La victoire anglaise se dessinant vite, l'expansion sucrière de la Barbade reprend en cours d'année et l'île voit de 1651 à 1655, ses exportations vers l’Angleterre passer de 3 750 à 7 800 tonnes de sucre. L'armée anglaise, avec en particulier ses 35 navires et 5000 marins, coûte 2,6 millions de livres par an dès 1654, générant un déficit équivalent à une année d'impôts, amenant Oliver Cromwell à modérer les ardeurs de son camp.
L’écart observé dès les années 1650 entre la croissance de la population noire dans les différentes îles reflète selon les historiens des « facteurs de superficie arable défrichée », de choix agricole, plus tôt tourné vers le sucre en Guadeloupe, et de « nombre d'engagés installés », dont une partie s'est installé dans le tabac à la Martinique, sur des petites parcelles en pente.

### Conséquences de la conquête d'autres îles entre 1648 et 1652
En quatre ans (1648-1652), sept îles ont été colonisées par les Français, ouvrant des espaces bien situés pour les plantations, mais multipliant les zones de conflit avec les Amérindiens et les coûts pour la Compagnie des îles d'Amérique, qui cède en 1649 et 1651 les 3 principales à leurs gouverneurs. L'année 1650 ouvre en particulier « une dernière phase de conquête ». Charles Houël, nouveau propriétaire de la Guadeloupe, étend sa « domination sur les îles avoisinantes » via d'anciens habitants de la Guadeloupe : Buisson le Hazier, envoyé aux Saintes en 1652, et Le Fort à la Grenade la même année. En 1652 aussi, Hoüel aide de Thoisy en mettant à son service, pour tenter de reprendre contre De Poincy le contrôle de Saint-Christophe, environ 150 guadeloupéens, « tous bons soldats ».
Dès 1648, les habitants de Saint-Christophe avaient de leur côté pris possession de Saint-Barthélémy et leur gouverneur De Poincy la moitié de Saint-Martin, partagée avec les Hollandais, ce dernier faisant ensuite l'acquisition de Sainte-Croix, tandis qu'est opérée la conquête de Sainte-Lucie par Du Parquet, comme prévu dans son achat de la Martinique en 1650. La Grenade sera occupée à son tour en 1652.
Le père Pelprat rapporte aussi qu'une mission partit de Saint-Christophe avec le père Aubergeon fin 1652, mais n'arriva à Saint-Vincent qu'en mars 1653. C'est la zone de pêche, incluant la myriade d'îlots de la Grenade et les Grenadines, la plus fréquentée tout au long de la période par les Martiniquais, notamment le célèbre capitaine Baillardelle.
Au cours de cette période, notamment à partir de 1650, les observations directes sur le fonctionnement de la société coloniale se multiplient et les sources se diversifient, notamment les récits de voyage aux Antilles, comme celui du Dominicain Mathias Dupuis, imité par le père Maurille de Saint Michel, du laïc Guillaume Coppier, mais aussi de plusieurs capucins, comme le père Pacifique de Provins 
Dans les années 1640, la conquête de l'île de la Tortue avait un échec partiel pour De Poincy : il en perd très vite le contrôle dans les années 1640, en raison de l'absence d'étape, entre les deux îles, permettant aux marins de s'approvisionner: ceux de Saint-Christophe préfèrent pour cette raison la Guadeloupe aux Grandes Antilles.
Sur Marie-Galante, la colonisation avait échoué en 1645, mais reprit en 1648. Charles Houël, arrivé le 7 septembre 1645, avait fait bâtir un nouveau fort, le St Charles, où débarque en août, après un voyage de deux mois, un navire transportant 200 pauvres engagés, dont 50 périssent en mer. Ils ont voyagé « dans des conditions épouvantables », sous les ponts, sans air, la vermine et les infections se propageant, comme il est détaillé dans les mémoires de la Marquise Françoise de Maintenon, future épouse de Louis XIV
Parmi eux, Médéric Rolle de Gourselas, futur grand planteur de Martinique et le nouveau gouverneur de Marie-Galante, Constant d'Aubigné et sa fille Françoise de Maintenon. Constant d'Aubigné va à Marie-Galante avec Rolle, Jean Fris de Bonnefon et Michel de Jacquières, afin de créer une plantation après avoir consulté Charles Houël en Guadeloupe. L'île n'est plus habitée que par les indiens caraïbes et quelques boucaniers irois (irlandais) vivant à leur contact, décrits dans les récits de sa fille. Une "Baie des Irois" existe toujours Marie-Galante, où des boucaniers sont notés dans les correspondances de 1645,. Constant d'Aubigné (1585-1647) a bieu eu affaire à eux, selon une recherche de Louis Merle. Les Irlandais ayant quitté leur île, étaient très souvent appelés "Irois" ou "hibernois", notamment dans les registres paroissiaux, actes de baptêmes et mariages du XVIIe siècle.
Cette présence constituait une menace qui a poussé la famille de Constant d'Aubigné à repartir à la Martinique. D'Aubigné obtient sa commission de gouverneur le 31 mars 1646, signé par Boisseret, Berruyer et Case, mais abandonne finalement femme, enfants et colons, qui manquent de vivres. Des esclaves s’enfuient, les boucaniers irois menacent d'attaquer, et Médéric Rolle de Gourselas fuit en Guadeloupe avec les 150 engagés. En 1647, un autre projet d’implantation de colons à Marie-Galante, mené dès février par les capitaines Louis Haussier de La Fontaine et Antoine Camot de la Butte, où ils sont en conflit avec de Poincy, mais ils ne parviennent pas à rassembler la somme demandée et le projet avorte rapidement.
Une cinquantaine de colons français « officiels » ne reviendront que sous la protection du chef Caraïbes Baron, lié à Charles Houël, le 8 novembre 1648, menés par Yves Le Cerqueux dit Lefort, lieutenant de Jacques Dyel Du Duparquet, gouverneur de la Martinique, mais quelques mois après Yves Le Cerqueux part à la Grenade, pour tenter d'y devenir gouverneur, où il meurt empoisonné en prison. La colonie reste tellement faible qu'elle subira cinq ans après un massacre total par les Caraïbes en 1653.
À la suite d'un différend, les Martiniquais lancent une expédition punitive à la Dominique où les Caraïbes se sont réfugiés et ils se vengent sur Marie-Galante. Charles Houël débarque avec cent hommes à la Dominique le 20 octobre 1653 et donne l'ordre de massacrer tous les Caraïbes .
Le traité de paix, qui sera signé en 1660 avec les Indiens caraïbes pour limiter leur présence aux îles de la Dominique et de Saint-Vincent, sera très vite enterré par les Anglais et les Français. Leur résistance pendant quatre décennies a été facilitée la présence en leur sein de « caraïbes noirs », issus des deux bateaux négriers espagnols échoués près de Saint-Vincent en 1635. Alors que les Indiens caraïbes étaient exterminés par les colons dans toutes les Petites Antilles, les Noirs de Saint-Vincent augmentèrent sensiblement en nombre après avoir adopté les « mœurs et coutumes amérindiennes » comme le décrit le père Labat en visite dans l'île en 1700,,

### Passage supposé des Hollandais en 1654
Charles Houël aurait dès 1654 donné la moitié de son propre domaine, au lieu-dit Sainte-Marie de Capesterre de Guadeloupe, à des Hollandais « chassés par les Portugais » du Brésil, contournant l'objection des jésuites, opposés en raison de la présence parmi eux de juifs, affirme la version rééditée en 1667 du livre Jean-Baptiste Du Tertre, qui était en France en 1654. Dès 1955, la thèse de l'historien Abdoulaye Ly exprimait des doutes sur cette version et sur la religion des visiteurs supposés de 1654. « D'après les auteurs traditionnels » reprenant cette version, les Hollandais qui n'ont laissé des traces écrites en Guadeloupe que lors de la décennie suivante « venaient juste d'arriver du Brésil » en 1654, mais ils furent en réalité « accueillis par des coreligionnaires installés sur place auparavant », a ensuite estimé, en 1985, l'historien Gérard Lafleur. Dès le 10 mai 1652, Louis Lodewijck, de Rotterdam, avait signé un contrat avec Huybert van Gageldonck, « qui devait se rendre aux Antilles » pour vendre des esclaves au gouverneur de la Guadeloupe Charles Houël et il aurait acquis des terres dans la paroisse du Baillif, selon les archives notariales de Rotterdam. Mais son lien avec les visiteurs supposés de 1654  n'est pas établi. Par ailleurs, une famille venue de Martinique est arrivée à Curaçao en 1654 puis fut secourue par la communauté juive portugaise de Hambourg en 1654, sans que le lien avec le Brésil ne soit précisé, anecdote ayant peut-être inspiré les pères Biet et Du Tertre.
Seul messager des autorités métropolitaines aux Antilles pendant deux décennies Du Tertre a repris en 1667, en le déformant un texte publié en 1664 par un autre missionnaire dominicain, Antoine Biet, passé à la Martinique de retour de Guyane, en exagérant l'impact de la présence juive pour régler ses comptes avec l'administration coloniale. Tous deux racontent l'arrivée en 1654, en Guadeloupe, à laquelle ils n'ont pas assisté, de 1200 personnes venant du Brésil, dont seulement 50 hollandais, les autres étant noirs ou métissé qui « voulurent suivre » leurs maîtres selon Antoine Biet, précisions supprimées par Du Tertre, qui souligne plutôt le fait que le gouverneur de Guadeloupe aurait passé outre aux objections des jésuites sur la présence de juifs. Le texte de 1667 parle d'un dernier navire accueilli lui en Martinique, avec « plusieurs familles flamandes » et seulement « 7 ou 8 Juifs », « peu de temps » après la perte du Brésil. Selon les deux récits, ces juifs ouvrent, en Martinique, dans la capitale Saint-Pierre plusieurs cabarets et une boutique où l'on trouvait un peu toutes sortes de marchandises, Du Tertre précisant qu'ils « n'avaient aucune plantation et ne pensaient même pas à en demander : ils se contentaient de faire la gargoterie », c'est-à-dire le commerce de détail. Les conflits sur héritage de Du Parquet, mort en 1658, ont permis aux jésuites de faire prendre le 4 février 1659 un arrêt, temporaire, interdisant aux Juifs le commerce dans l'île.
À la fois antisémite et raciste, le texte de Du Tertre en 1667, souligne que « quelques-uns de ces Juifs eurent l'effronterie de demander que l'on leur permit d'avoir des terres et des habitations » après la création en 1664 de la Compagnie des Indes. Celle-ci ne s'est pas expliquée sur cette requête, donnant simplement son feu vert à deux Juifs seulement, en échange de leur don de deux esclaves à l'hôpital en cours de construction. Le nouveau gouverneur Prouville de Tracy, dans son ordonnance du 19 juin 1664, reconnait leur religion mais se couvre en estimant qu'il faudrait une autorisation du roi pour le commerce le dimanche, régulièrement stigmatisé ensuite par d'autres gouverneurs. En 1670, un texte de Jean-Charles de Baas dénonce des Juifs, « qui ne font qu'acheter et vendre, à leur ordinaire, c'est-à-dire avec un grand profit », malgré cette période d'interdiction du commerce avec les navires hollandais. Abraham d'Andrade, Juif qui vient d'arriver à la Martinique, répond alors en faisant paraître une lettre écrite par Louis XIV à Dunkerque le 23 mars 1671, et adressée à de Baas, insistant en faveur d'une « entière liberté de conscience ».
La Guadeloupe ne produisait pas de sucre blanc avant 1654, mais du sucre roux en quantité. Après avoir installé, en 1644, un moulin ne produisant que du sucre roux, Charles Houël échoua dans sa « tentative de fabriquer du sucre blanc » vers 1648, souligne le texte de Du Tertre en 1667, en affirmant que les Hollandais y ont remédié. Les juifs et les hollandais étaient en fait loin d'être les seuls à savoir raffiner le sucre. Vers 1575, alors que la Flandre était encore pleinement intégrée à l'Empire espagnol, les cultivateurs de sucre d'Hispanolia, de Madère, et du Brésil, étaient en lien avec une vingtaine de raffineries d'Anvers, mais la guerre avec l'Espagne force ces dernières à essaimer à Amsterdam puis aux embouchures des grands fleuves d'Allemagne (Hambourg) et de France : vers 1600, des marchands de sucre flamands s’installent au Havre et à Nantes, qui avaient déjà des relations importantes avec Anvers, mais surtout à Paris, La Rochelle et Rouen, l'installation à Bordeaux échouant.
Plusieurs Hollandais de religion protestante se sont établis en Guadeloupe, bien après 1654, selon des documents d'archive. Deux des trois frères de Sweerts, marchands à Recife, où leur père était Commis général de la Compagnie néerlandaise des Indes Occidentales, après un retour à Amsterdam pour régler leurs affaires, s’établissent en Guadeloupe en 1656. Ils ouvrent un magasin généraliste au bourg de Basse-Terre. Le 3 novembre 1656, Samuel Ganspoule, fit inscrire sa fille Lucresse sur le registre de catholicité et sa veuve figure dans le recensement des protestants effectué en 1687, vivant seule avec un couple d'esclaves. Avec son mari du Brésil et Jean de Sweerts, elle était venue en 1656. Des lettres datées du 29 novembre et du 4 décembre 1672, arrivées de Versailles, ordonnaient à M. du Lion, gouverneur, d’assister le Sieur de Loouer, dans le dessein qu’il avait d’ériger un moulin à sucre. Les frères de Sweerts ont ensuite en 1669, un moulin à eau qui produit 30 000 livres de sucre par an, avec une dizaine de bovins sur une trentaine d’hectares, employant 23 esclaves en 1671 (13 hommes, 10 femmes), tous baptisés. Les trois raffineries des Antilles bénéficient alors du triplement des taxes sur les sucres raffinés étrangers. Des lettres datées du 29 novembre et du 4 décembre 1672, arrivées de Versailles, ordonnaient à M. du Lion, gouverneur, d’assister le Sieur de Loouer, dans le dessein qu’il avait d’ériger un moulin à sucre.
Le recensement de 1664 en Martinique qualifiait de Juifs sept familles, « sans grande richesse », qui détiennent à elles sept un total de 5 serviteurs blancs, 11 esclaves adultes et leur 8 enfants, aux maisons mitoyennes, dans le même quartier du Mouillage. Certains, nés à Bordeaux ou à Bayonne, portaient l'étiquette de « portugais ». Les Juifs chassés d'Espagne par la Reine en 1492 et réfugiés Jean II de Portugal, moyennant 8 écus d'or par famille avaient à nouveau été pour la plupart chassés très rapidement s'étaient réfugiés en 1496 à Bordeaux et à Bayonne. Parmi les Juifs établis à la Martinique, Isaac Pereira, né près de Bordeaux, à Libourne, marié à Sahra de Bueno, née au Brésil, avait eu d'elle deux fils, Abraham et Jacob nés à Amsterdam. Parmi les descendants, les Pereire vieille famille de Juifs portugais de Bordeaux, puis une lignée de banquiers parisiens.
Le recensement de 1671 identifie parmi les planteurs cinq Hollandais, parmi lesquels un Allemand et un nommé Jean Vanool, ainsi que deux Juifs Abraham Bueno et Jacob Luis, dont « rien ne permet de préciser quand ils ont commencé à faire du sucre ». Ces deux plantations procuraient un revenu annuel estimé à 35 000 livres de sucre pour l'une et 10 000 livres pour l'autre. Toutes deux sont en bordure de terres appartenant à la famille huguenote Levasseur, de l'ex-gouverneur des flibustiers l'île de la Tortue.
En Guadeloupe en 1669, Charles Houel, avec ses deux sucreries et celle du Marquisat, est toujours de loin le planteur le plus important de la Guadeloupe, avec 316 esclaves, dont 185 pour le marquisat de Sainte-Marie, produisant 250000 livres par an, loin devant les 120 esclaves du Hollandais Nicolas Classen, qui aurait pu avoir été un lieutenant-colonel de l'armée hollandaise au Brésil bien qu'aucun document incontesté ne le prouve.

### Guerres civiles et compagnie des Indes
La Compagnie française des Indes occidentales, fondée en 1664, veut préserver les trois principales îles françaises des guerres civiles liées aux conflits de patrimoine avant ou après la mort de leurs « seigneurs propriétaires ». Dès 1656, celui de la Guadeloupe Charles Houël, « craint une révolte », après la mort en 1655 de son associé Jean de Boisseret. Il charge deux esclaves, Pédre, de la côte d’Angola, et Jean-Leblanc, du Cap-Vert, de renforcer sa milice, mais ils vont « organiser dans le plus grand secret une révolte » d'une quinzaine de jours avant d'être réprimée. Les esclaves censés être enrôlés envahissent une plantation puis « égorgent ses habitants, s’emparent des armes et s’enfuient dans les bois ».
En 1659, la succession Boisseret tourne à la guerre civile. Sa veuve Magdeleine Houël vend le tiers de la Guadeloupe pour 30 000 livres le 12 avril à Robert Houël. Ils cofinancent une expédition militaire française contre leur frère commun Charles Houël, confiée aux héritiers Boisseret de Téméricourt et D’Herblay : un navire est secrètement armé en juin avec 100 soldats à Saint-Valery-en-Caux, pour éviter Dieppe et le Havre, où Charles Houël a des amis. Il débarque à Marie-Galante où les habitants arrivés depuis le massacre de 1653 s'y rallient. Finalement, un « partage » de septembre répartit Guadeloupe, arbitré par les neuf membres d'un jury, mais Charles Houël et la veuve Boisseret restent à couteaux tirés : le 18 juin 1663, Boisseret de Téméricourt et une vingtaine d'hommes armés sortent du fort de Sainte-Marie et vont au moulin à sucre, dans une expédition qui fait des morts et kidnappés. L'épouse de Charles Houël rédige un acte de protestation rédigé le 17 juillet, amené devant notaire à Paris le 12 septembre.
Colbert souhaite résoudre cette accumulation de conflits en 1664. Les missionnaires Dominicains, les seuls officiellement investis par l'Église lors la fondation de la Guadeloupe, sont aussi concernés car ils possèdent alors les plantations de "Petit Marigot" en bord de mer et "Grand Marigot", dans les hauteurs. Ils ont alors espéré retrouver l'intégralité de leurs terres dès l'annonce de la prochainne création d'une Compagnie des Indes. Ces Dominicains reprochent à Charles Houël d'avoir distribué une partie de la zone historique comprise entre la rivière de Baillif et la rivière des Pèresà « plusieurs Hollandais », selon l'historien Gérard Lafleur, et en fait aussi aux Jésuites et aux Carmes dès 1649-1650, qui y avaient rapidement bâti d'importants couvents, comme l'ont prouvé des recherches archéologiques.
Les Hollandais craignent alors de subir le même sort qu'à Cayenne, leur petite colonie de réfugiés granas, dont les Français se sont emparés en mai 1664, les Jésuites s'installant dans la principale plantation de sucre. Cette inquiétude apparait parmi quelques-unes de la « multitude de lettres » captées par les navires Anglais à partir de mi-avril 1665, et qui avaient été principalement motivée par la grande épidémie de peste arrivée en novembre 1664 Aux Pays-Bas avant de s'étendre à l'Angleterre. Le nouveau gouverneur Alexandre de Prouville de Tracy y  apparait d'abord comme susceptible d'effacer l’arbitraire des « seigneurs propriétaires » contre les protestants et juifs, mais quelques mois plus tard, il fait au contraire déjà « figure de diable ». Elie de Pourmaré écrit ainsi d’Amsterdam à Jan de Sweerts à qui il conseille de quitter la Guadeloupe pour être livré avant l’interdiction du commerce, qu'il suggère de contourner via son frère Thomas de Pourmaré, habitant à Rouen. Les débuts de la deuxième guerre anglo-néerlandaise y contribuent, la France ne choisissant son camp qu'à partir de 1665. Jan Lefeber, depuis le Baillif, en Guadeloupe, informe en décembre 1664 sa famille de l’arrivée de réfugiés de Nouvelle-Néerlande, où le directeur général Pieter Stuyvesant a signé la capitulation le 8 septembre 1664 face aux Anglais. Une  lettre du 15 février 1665 mentionne un bateau venant de Nouvelle-Néerlande charger du coton à Saint-Christophe, pour Amsterdam. Face au risque de guerre, le prix des denrées coloniales monte, sauf celui du tabac, toujours en suproduction, les marchands préparant des stocks avant la rupture des relations maritimes. Lambert Verbrugge, de Flessingue, écrit à son fils en Martinique que le tabac se vend mal mais que l’indigo conserve un bon prix de « 33 stuivers » puis mentionne 40 stuivers un peu plus tard. Le 7 octobre 1664, Matthijsten Brouck d’Amsterdam donne des instructions d'achat de sucre, gingembre ou indigo, au capitaine Laurent de Basure, car le cours monte.
Colbert, qui souhaite faire émerger des manufactures, veut protéger les raffineries de cette spéculation sur le sucre, par des mesures protectionnistes : il interdit d'en importer d'Allemagne et des Pays-Bas et seules les raffineries françaises sont autorisées à transformer le sirop de canne en sucre. Celles des Antilles reçoivent des privilèges fiscaux mais n'ont plus le droit d'importer des esclaves par des navires étrangers, ce qui provoque la colère des planteurs, que Colbert tente d'apaiser en nommant à la Compagnie des Indes un directeur connaissant bien les côtes d'Afrique, le finlandais Karloff, célèbre pour son expérience au sein des homologues hollandaises puis suédoises puis danoises. Il reçoit des terres importantes en Guadeloupe, mais échoue pendant six ans à importer de la main d'œuvre supplémentaire malgré les perspectives ouvertes par la hausse des cours du sucre. Passant en seulement sept ans, entre deux recensements, de 6323 pour les deux îles à 4782, l’effectif des esclaves « a dû baisser entre 1664 et 1671 pour des raisons tenant sans doute aux difficultés d'approvisionnement et à une mortalité très importantes », a observé l’historien Babatoundé Lawson-Body .
Du coup, le prix des esclaves augmentent, enrichissant leurs propriétaires en Guadeloupe: les deux clans qui se disputent l'héritage Houel-Boisseret, les officiers de milice qui ont profité de ces conflits pour revendiquer des terres et les deux protégés de Colbert, tous répertoriés au recensement de 1671: Nicolas Classen et le finlandais Karloff.
Selon une lettre du gouverneur De Baas du 26 décembre 1669, les planteurs des Antilles françaises se plaignent globalement de manquer d'esclaves, dont le prix monte : de 2 500 à 3 000 livres de sucre par tête en 1664, il double à 4 000 livres en mars 1671. Le même phénomène se produit à la Guyane française et probablement la Guyane anglaise, récupérée en 1667 par les Hollandais à la signature du traité de Breda.
Car entre-temps, la deuxième guerre anglo-néerlandaise a contribué à ces spéculations sur le sucre et les esclaves qui le produisent. Un cyclone détruit complètement la flotte anglaise qui cinglait vers la Guadeloupe le 22 août 1666 et au même moment la peste puis un grand incendie ravagent Londres. Grands vainqueurs, les Hollandais décident de stopper l'expansionnisme anglais dans l'arc Caraïbe et au Suriname : le traité de Bréda les prive de cette colonie. Amsterdam leur donne en échange l'incontrôlable New York, candidate au trafic d'esclaves.
Vers 1669-1670, ce trafic contourne aussi le monopole de la Compagnie des indes occidentales vers les Antilles françaises et il est aboli en 1670, puis la compagnie dissoute en 1674, la Guadeloupe devenant propriété de Louis XIV.

### Les raffineries implantées par Colbert
Contrairement aux affirmations du père Jean-Baptiste Du Tertre, les raffineries de sucre ont été implantées à la Guadeloupe par Colbert et ne venaient pas du Brésil, où les techniques sucrières utilisées « étaient généralement très primitives », produisant la « moscouade », encore imbibée de mélasse, traitée ensuite dans les raffineries de toute l'Europe, comme l'attestent les illustrations à peu près contemporaines et le gouverneur de la Guadeloupe Claude François du Lyon, qui en 1673 affirmait que la Guadeloupe ne produisait pas encore de sucre terré. Colbert, par ses "instructions pour l’établissement de raffinerie en Guadeloupe" de 1672, a en effet voulu mobiliser les gouverneurs, et obtenu l'implantation de deux raffineries à Basse-Terre.
La première est ouverte en 1673 par Claude Gueston, trésorier de France à Caen puis directeur général de la Compagnie des Indes. Claude Gueston, sieur de Pierre-Bénite, cité dans les correspondances de Bossuet, issu d'une famille de banquiers lyonnais, marié en 1648 et investi dès 1655 dans des entreprises coloniales puis anobli en 1662 fut actionnaire à partir de 1660 d'une « Société de M. Gueston » pour l’exploitation d’habitations à la Guadeloupe , dotée d'un fonds de 12 000 livres. Dès le 24 septembre 1670, cette société avait préemptée l'arrivée d’un bateau amenant 268 esclaves à Basse-Terre et comptait comme autres associés, Louis de Bragelonne, trésorier de l'extraordinaire des guerres, Pierre D'Alibert et Thomas de Lisle, respectivement conseillers et secrétaires du Roi, pour l'exploitation d'habitations à la Guadeloupe, charges confiées jusqu'en 1667 à Davidon et Lecointre puis jusqu'en 1673 au Rochelais Paul Bouteiller. Claude Gueston est aussi à la même époque un acteur important de l'empire colonial en Asie : en mars 1671, il part de Lorient sur un gros navire, le Saint-Esprit (600 tonneaux), pour un voyage aller-retour de deux ans jusqu'à Surate, en Inde. En janvier 1673, la raffinerie de Claude Gueston employait 23 esclaves dans un bâtiment pouvant consommer en un an deux millions [de livres] de sucre brut.
À la fin des années 1670, deux autres raffineries fonctionnaient en Guadeloupe, dont celle créée dans la même décennie par les frères Poyenau Baillif, avec comme actionnaires minoritaires Jacob Rattier et Isaac Lacam, de Bordeaux, prénoms bibliques souvent utilisés par les protestants. Le raffinage du sucre des îles françaises avait débuté en 1667 à Bordeaux, où dès 1633 un importateur flamand traitait le sucre espagnol puis portugais de Madère, des Canaries, et du Brésil.
Jean Poyen, protestant du Rouergue (l'actuel Aveyron) qui avait fui les persécutionsf, est arrivé en Guadeloupe au milieu de la décennie avec ses fils et a épousé Lucresse Ganspoule. Dès 1674, les frères Poyen firent venir de France des moules spécialisés, correspondant à la fabrication de la poterie de Sadirac, près de Bordeaux. Un siècle plus tard, c'est un Poyen qui rachète "le fief de Saint-Louis", plus importante sucreries de Marie-Galante sur l'énorme concession donnée au gouverneur Boisseret de Téméricourt, neveu de Charles Houël, en 1665. Colbert lui a proposé en septembre 1672 d'ajouter une raffinerie à ses deux sucreries livrant chacune 100 000 livres par an, le quart de la production de Marie-Galante, où les 12 sucreries employaient déjà 704 esclaves, contre 209 esclaves et 4 esclaves six ans plus tôt, avec une production moyenne par sucrerie de 66000 livres par an, le double de celle de la Guadeloupe.
Mais le succès rapide de cette petite île est ruiné pour un demi-siècle quand les Hollandais lui enlèvent en 1676 environ 700 esclaves, en démontant les chaudières à sucre. Beaucoup de planteurs fuient l’île: en 1680, elle n'a plus aucune sucrerie et seuls les missionnaires Carmes relancent leur plantation pour produire 100 000 livres de sucre l'année suivante. La population d'esclaves se rétablit rapidement à 598 en 1683 et 745 en 1687, même si Compagnie du Sénégal, de 1673 et ses suivantes ne parviennent pas à en fournir autant que commandé par les colons. Mais entre-temps, au début des années 1680, les raffineurs antillais sont dénoncés par les concurrents en Métropole concernant les droits perçus sur leurs produits  puis victime des arrétés de 1684 et 1698 qui leur portent « un coup mortel ». Au début du XVIIIe siècle, le père Labat constate leur disparition, car les planteurs raffinent eux-mêmes.

### Houel et son neveu Boisseret, plus gros propriétaires en 1671
À la fin de 1671, les gouverneurs des trois principales îles françaises des Antilles, Guadeloupe, Martinique et Saint-Christophe, firent parvenir à Colbert trois états descriptifs généraux, recensant une par une toutes les terres concédées, appelés « terriers » et conservés à la Section Outre-Mer des Archives Nationales.
L'étude montre que la canne à sucre occupe la moitié des terres cultivables en Guadeloupe et 90% de celles consacrées à des cultures commercialisées, mais qu'elle est contenue à la partie sud-ouest de l'île.
La superficie cultivée au sucre est alors exactement la même qu'en Martinique, environ 3 000 hectares, et les deux îles ont chacune 110 moulins à sucre. Les cultures vivrières occupent cependant les 45,6% restant des terres cultivées à la Guadeloupe, où les plantations de tabac ont quasiment disparu, mais en quantité moindre dans les régions les plus sucrières.
Un quart de la superficie cultivée est concentrée par les 8 plus grandes propriétés (3 % du total), les 14 suivantes en concentrant un cinquième. Les exploitations de "cent carrés", mesure de l'époque, pèsent dans chacune des deux îles environ 4 % du total, mais occupent 70 % de la surface en Guadeloupe contre 43 % en Martinique, où le relief a rendu plus difficile les grands domaines.
Avec 9 477 "carrés", Charles Houel est toujours le premier propriétaire, devant l'un de ses neveux Boisseret de Théméricourt, qui détient lui 6 518 "carrés" cultivables, sur les propriétés actuelles de Siblet, Gaye, Poisson et Maréchal, dans les terres de son marquisat de Sainte-Marie.
En superficie, les propriétés de Boisseret de Théméricourt, sont à peine plus grandes que celles d'Henry Caerlof, l'un des directeurs de la nouvelle Compagnie française des Indes occidentales, qui a des terres au Grand Cul-de-sac marin. Après avoir grandi en Finlande, ce dernier avait travaillé pour les Hollandais au Brésil jusqu'en 1641, avant de partir en Angola jusqu'en 1648 puis de se placer en 1649 au service du Roi de Suède et en 1659 au service de celui du Danemark, jusqu'en 1664, quand il avait rejoint la Compagnie des Indes. Tous les autres propriétaires fonciers de Guadeloupe viennent très loin derrière, car ils ont tous moins d'un millier de "carrés". En tête de cette seconde catégorie, les Jésuites possèdent 728 "carrés" et les Jacobins 326, tandis que cinq officiers royaux, commandant chacun un quartier de l'île en ont tous plusieurs centaines. Les Classen, une des quelques familles s'implantant de manière durable, ont un peu plus de 900 "carrés". C'est la famille de Nicolas Classen, né en 1617 à Amsterdam, Pays-Bas lieutenant colonel d'infanterie au Brésil, habitant à Capesterre où il a marié sa fille Elizabeth en 1688.
Le coton, qui avait été important au tout début de l'île est pratiquement abandonné et la deuxième culture est le gingembre, loin derrière le sucre, mais devant l'indigo, qui servira de relais à ce dernier seulement à la fin du siècle.

### Recensements de 1665 et 1685 à Marie-Galante
Le recensement de 1685 montre que la population de Marie-Galante a presque triplé en seulement deux décennies, avec 761 Noirs, 27 métis et 500 Blancs, dont environ 236 hommes portant armes, 89 femmes et 190 enfants, tandis que l'île compte désormais 16 sucreries. Elle a aussi 36 indigoteries, dont une exploitation dotée de 221 chevaux et 573 bovidés.
Le recensement de 1665 indiquait une population de seulement 507 personnes, encore dominée par Blancs, dont 245 hommes pour 85 femmes et enfants, avec seulement 177 esclaves. Aucune des personnes recensées n'était arrivée avant l'année 1654, la population s'étant entièrement renouvelée en raison du massacre des prédécesseurs par les Caraïbes en 1653.
Les Normands formaient le premier groupe en 1665 (88 personnes), devant les Bretons (30), les Angevins et Tourangeaux (23) les Saintongeais et Angoumois (20) et la région parisienne (18),

### Compagnie du Sénégal

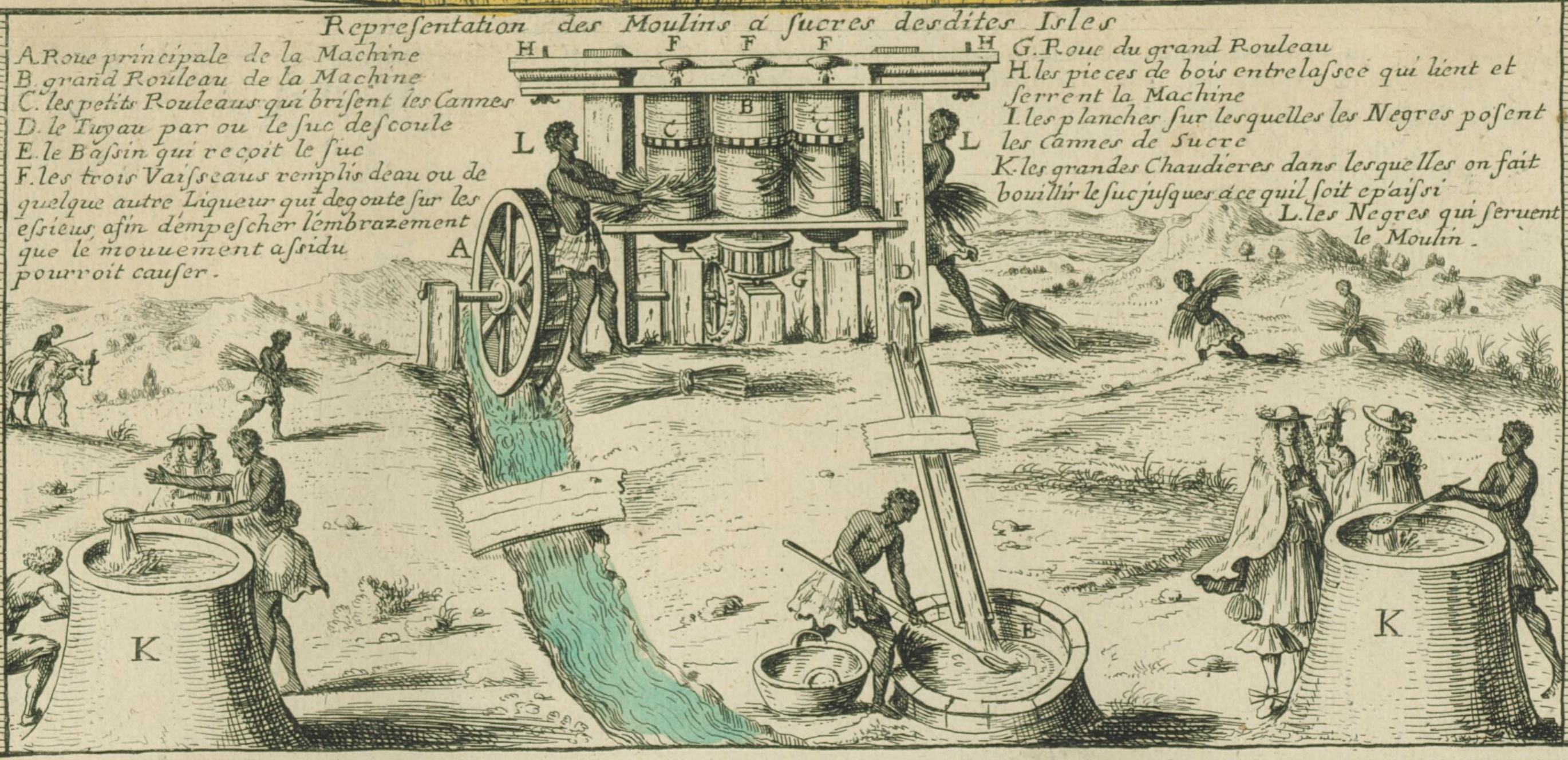
Moulin à sucre avec des esclaves au travail et des administrateurs de la Compagnie des Indes occidentales dans les années 1660.

La Compagnie des Indes occidentales voit son monopole aboli en 1671 : la traite négrière est ouverte à tous les ports français dans l'espoir de la stimuler. C'est l'époque où Louis XIV rencontre la veuve Scarron, Marquise de Maintenon, élevée à Marie-Galante.
En faillite quasiment depuis ses débuts, la Compagnie des Indes occidentales, qui s'est investie essentiellement au Canada, est dissoute en 1674. La Guadeloupe et la Martinique passent sous l'autorité directe du roi de France Louis XIV, qui pousse la culture de la canne à sucre, plus gourmande en capitaux, mais beaucoup plus rentable, en donnant des terres à des officiers supérieurs pour les encourager à y importer toujours plus d'esclaves.
L'augmentation rapide de la population d'esclaves suit ainsi la création en 1673 par Louis XIV de la Compagnie du Sénégal, ancêtre de la Compagnie de Guinée, dans le sillage de la Compagnie royale d'Afrique anglaise, fondée en 1672 par le duc d'York Jacques Stuart, cousin et allié de Louis XIV. L'investissement rapide et massif des Français et des Anglais dans la traite négrière s'inspire de cette Compagnie royale d'Afrique a pour mission de livrer de 3000 esclaves par an moyennant 17 livres par tête, prix moyen qui correspond à 1 tonne de sucre. Les navires français profitent des guerres avec l'Espagne, la Hollande ou l'Angleterre pour faire des razzias de Noirs dans leurs colonies ou sur leurs navires.
En Guadeloupe, le nombre de petits planteurs blancs diminue d'autant plus rapidement que la création de la ferme du tabac en 1674 par Louis XIV entraîne la ruine rapide du tabac français. Moins taxé, moins cher, le tabac produit en Virginie par les grands planteurs jacobites installés par Jacques II profite de la contrebande et prend son essor.
La culture du sucre commence alors à consommer en grande quantité des esclaves jeunes, rapidement épuisés au travail de coupe et de transport des cannes, de jour comme de nuit qu'il faut régulièrement remplacer par de nouvelles recrues. La population d'esclaves avait reculé en Guadeloupe entre 1664 et 1671 (passant de 6 323 à 4 627 personnes), faute de livraisons suffisantes par la Compagnie des Indes occidentales. Après sa dissolution en 1674, le nombre d'esclaves en Guadeloupe remonte rapidement pour atteindre 6 076 personnes dès 1700. L'essor de l'esclavage, au même moment, est encore plus rapide à la Martinique, où la population noire double entre 1673 et 1680. Les navires négriers cabotants entre les îles françaises, la Martinique était souvent la première servie, les esclaves les plus résistants y étant d'abord vendus, et ce, en plus grand nombre. Il faut aussi noter que Louis XIV avait installé en Martinique plus de nobles de rang élevé et d'anciens officiers, comme le chevalier Charles François d'Angennes.
Cette différence entre les deux îles explique aussi qu'un siècle plus tard, en 1794, Victor Hugues ait pu se rendre maître de la Guadeloupe pour le compte de la Révolution française alors que la Martinique est restée sous la domination des grands planteurs de sucre alliés aux Anglais dans le cadre du Traité de Whitehall.
Le choix des noirs comme esclaves est lié à des critères géographiques, comme le climat, mais surtout théologiques, avec l’accord de la papauté. Pour perdurer, l'ère de prospérité des colons nécessitait l'institutionnalisation et la codification de l'esclavage. La très rentable culture du sucre, que se disputent Anglais et Français, rapportait beaucoup d'impôts aux métropoles, générant des travaux de fortification, menés d'une main de maître par Louis XIV, Vauban et relayées par les Anglais. Une société opulente, très hiérarchisée, s'organise, tirant ses principes de fonctionnement des ordres à la fois militaires et religieux. Les esclaves noirs, d'origines diverses, subirent eux des problèmes de langues et de coutumes ancestrales qui aboutirent au développement de la langue créole et de la culture du même nom.

## XVIIIesiècleetXIXesiècle

### Révolution et débutXIXesiècle

#### Première abolition de l’esclavage

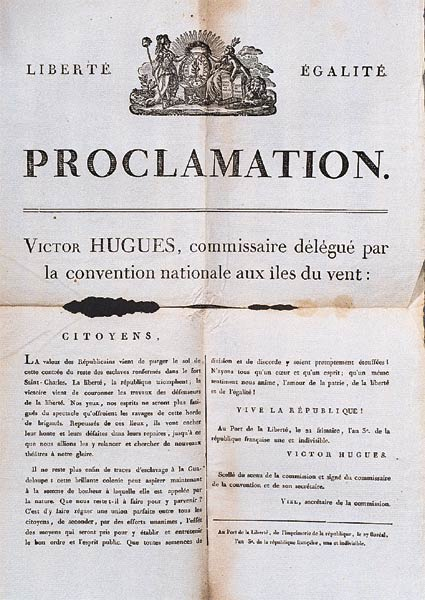
Proclamation de Victor Hugues, en novembre 1794.

En avril 1794, avec l'appui des planteurs esclavagistes, et profitant des troubles provoqués par la Révolution française, les Britanniques reprennent brièvement possession de la Guadeloupe républicaine après la défaite le 20 avril de Basse-Terre, et la capitulation du général et gouverneur depuis 1792, Georges-Henri-Victor Collot. La plupart des républicains qui participent à la défense de l’île sont faits prisonniers et déportés de l’île. Beaucoup parviennent à rejoindre la France.
Le 4 février 1794, la Convention montagnarde abolit l’esclavage (décret du 16 pluviôse an II). Un corps expéditionnaire dirigé par le commissaire civil Victor Hugues est chargé d’appliquer la mesure en Guadeloupe, où il débarque le 3 juin avec une armée de 1 000 hommes. Il combat les Anglais avec l'aide de 3 000 sans-culottes noirs. Les Anglais sont battus et se rendent le 28 septembre 1794. La plupart des grands propriétaires prennent la fuite. D'autres sont fusillés ou guillotinés.
La répression du commissaire de la Convention sera étendue aux « anciens » esclaves qui se révoltèrent pour ne pas avoir été payés. En 1798, le Directoire le rappelle en France. Il est remplacé par le général Edme Étienne Desfourneaux, mais malgré sa volonté de réforme de la gestion locale, ce dernier est également remis en cause par la population et par une partie de l'armée. C'est aussi l'époque de l'expansion des corsaires guadeloupéens.

#### Rétablissement de l'esclavage
En 1801, à la suite de la mort du général Antoine de Béthencourt, le premier Consul nomme Jean-Baptiste de Lacrosse capitaine-général de la Guadeloupe. Ce dernier se fait détester par une partie des troupes. Le 1er novembre 1801, il est capturé pendant une reconnaissance qu'il faisait en dehors de la ville de Pointe-à-Pitre, alors qu'une partie de la garnison était en insurrection contre lui ; son aide de camp le chef de bataillon Louis Delgrès, un métis, rejoint les rebelles. Le chef de brigade mulâtre Magloire Pélage le force à s'embarquer sur un bâtiment danois qui le conduit à la Dominique.

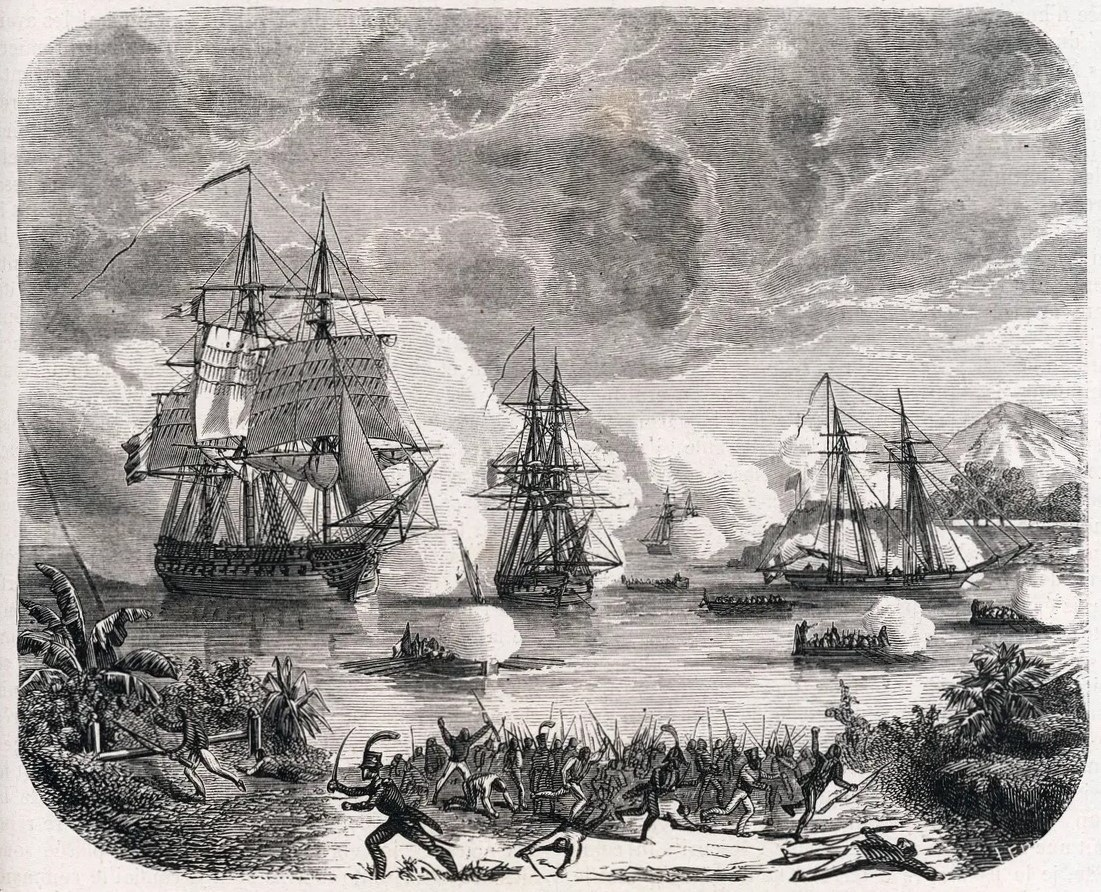
Attaque des troupes napoléoniennes à Pointe-à-Pitre lors de l'expédition Richepance de 1802, chargée de rétablir l'esclavage sur l'île.

Face à cet acte d'autonomie de l'île contre le pouvoir consulaire, une petite armée est envoyée sous les ordres du général Antoine Richepance pour rétablir l'autorité de la métropole, ainsi que l'esclavage. À leur arrivée le 6 mai 1802 devant Pointe-à-Pitre, les notables (Pélage à leur tête) se soumettent, mais à partir du 10 mai une partie des troupes se rebelle de nouveau, avec les chefs de bataillon Delgrès et Ignace. Les combats se soldent par le suicide d'Ignace le 26 mai, puis de Delgrès le 28. Les soldats noirs fait prisonniers sont exécutés ou vendus sur les îles voisines ; l'esclavage est officiellement rétabli à la Guadeloupe par l'arrêté du 27 messidor an X (16 juillet 1802). Richepance meurt de la fièvre jaune le 2 septembre, le commandement revenant à Lacrosse.
Par son arrêté du 17 juillet 1802, Richepance avait restreint la citoyenneté française dans la colonie aux seuls Blancs : « jusqu'à ce qu’il en soit autrement ordonné, le titre de citoyen français ne sera porté [dans la colonie] que par les Blancs. Aucun autre individu ne pourra prendre ce titre ni exercer les fonctions ou emplois qui y sont attachés ». Les noirs libres devaient prouver leur affranchissement. Pour Jean-François Niort et Jérémy Richard, dans leur article paru dans le Bulletin de la société d'Histoire de la Guadeloupe, l’arrêté consulaire, à la suite de la féroce répression de la rébellion, emmenée par Louis Delgrès, consacre un « ordre ségrégationniste ».
En 1802 a lieu la déportation des Guadeloupéens et Haïtiens en Corse.

#### Occupation anglaise puis possession suédoise
Pendant les guerres napoléoniennes, les Anglais mènent une nouvelle campagne d'invasion des Antilles, prenant Marie-Galante, La Désirade, Les Saintes puis envahissent la Guadeloupe. Les troupes françaises, peu nombreuses (entre 3 000 et 4 000 soldats) et mal équipées, sont rapidement obligées de capituler le 5 février 1810.
La Grande-Bretagne intègre la Guadeloupe dans ses possessions coloniales antillaises tandis que la guerre s'intensifie en Europe (guerre d'indépendance espagnole, guerre de la Sixième Coalition) et en Amérique du Nord (guerre anglo-américaine de 1812). Afin d'assurer l'intégration de la Suède dans la Sixième Coalition, les Britanniques signent un traité avec Jean-Baptiste Bernadotte, ancien maréchal de Napoléon devenu prince héritier de Suède, le 3 mars 1813 : la Guadeloupe est cédée à ce prince, pour lui et ses descendants, en dédommagement de l'effort de guerre que la Suède doit fournir pour abattre Napoléon et pour le dédommager d'avoir abandonné ses titres dans l'Empire français. La Suède n’a cependant jamais pris possession de l’île et cette tentative marque la fin des projets coloniaux suédois de la période du XVIIe au XIXe siècle. La signature du traité de paix de Paris du 30 mai 1814 ne laisse pas aux Suédois le loisir de remplacer les Britanniques sur l'île :  la Suède doit restituer la Guadeloupe à la France. Pour la perte de la Guadeloupe, la Suède exige alors un dédommagement aux Britanniques pour la rétrocession de la Guadeloupe à la France, sans l’accord de la couronne suédoise. La maison royale suédoise reçoit alors 24 millions de francs, selon la convention signée en août 1814 entre les deux pays. Cette somme fut utilisée pour payer la dette de la Suède et la maison royale suédoise perçut une rente annuelle de 300 000 couronnes jusqu’en 1983.
En guise de compensation pour ces retournements de situation, la Grande-Bretagne dédommage le monarque suédois à titre privé ; cette somme ayant ensuite été dépensée pour le remboursement de la dette du pays, le parlement suédois décide de dédommager la famille royale par une rente à perpétuité (le Fonds de la Guadeloupe), reversée jusqu'en 1983.

#### Seconde abolition de l'esclavage
Grâce à l'engagement et l'action de Victor Schœlcher, l'esclavage est définitivement aboli dans l'île (et toutes les colonies françaises) avec le décret du 27 avril 1848 signé par le gouvernement provisoire de la Deuxième République, issu de la Révolution de 1848. Le texte officiel signé par Paris n'arrivera en Guadeloupe que le 05 juin. Pour éviter une rébellion comme en Martinique, le gouverneur Jean-François Layrle décide de promulguer l'abolition de l'esclavage le 27 mai 1848.
Le 24 décembre 1854, à bord de l'Aurélie, les premiers Indiens (300 personnes) arrivent en Guadeloupe pour remplacer, sous contrat de travail, les esclaves libérés depuis 1848. Ils viennent de la Côte de Coromandel, Pondichéry, de Madras, de la côte de Malabar ou de Calcutta. En 1925, Raymond Poincaré décide d'octroyer définitivement la nationalité française aux ressortissants indiens ainsi que le droit de vote.

## XXesiècle

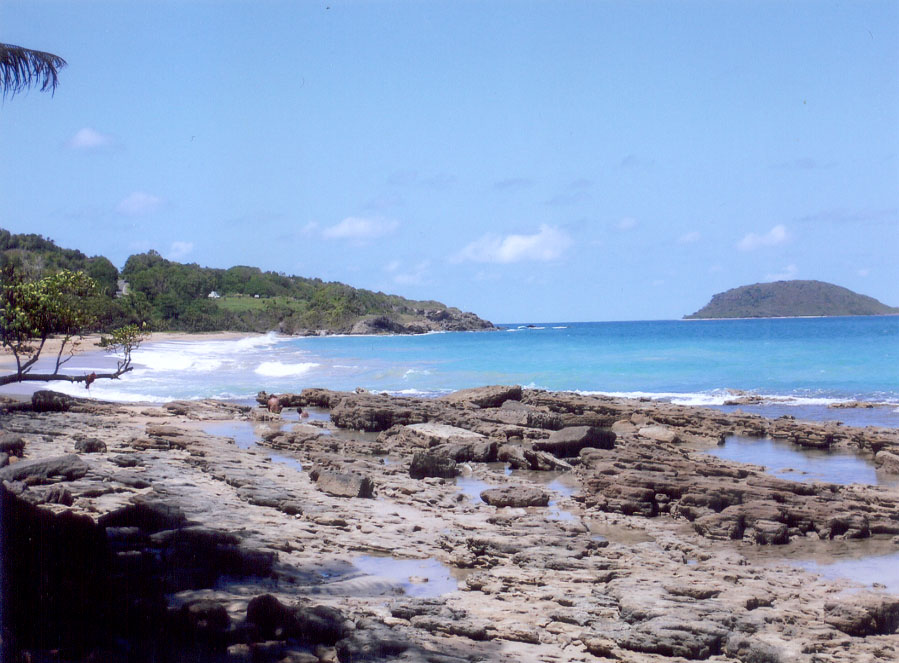
Plage à la Guadeloupe.

Avec les sociétés de secours mutuel tenues par des femmes, une certaine conscience pour le féminin se développe en Guadeloupe. Cette conscience gagne le politique. La Fédération guadeloupéenne du Parti socialiste accueille une cellule féminine, et les femmes participent à la vie de ce parti. Un premier journal pour femmes, Pointe-à-Pitre, organe des Dames des colonies, est créé en 1911. Il parle surtout de préoccupations domestiques, tout en dénonçant l'exploitation des apprenties couturières. Petit à petit ce journal devient plus vindicatif dans la défense des droits des femmes. Le premier journal ouvertement féministe, l’Echo de Pointe-à-Pitre, organe pour le développement du Féminisme et la défense des classes laborieuses parait de 1918 à 1921. Il affirme que les femmes guadeloupéennes vivent encore sous le régime de l'esclavage. Si elles n'étaient pas toujours en accord, ces femmes étaient sensibles à la lutte pour la promotion de leurs propres intérêts. -.
Ces frémissements en faveur des femmes se cristallisent autour de la question de leur vote, qui suscitait beaucoup d'opposition. Ils cessent vers 1930, pour reprendre après la Seconde guerre mondiale avec la création du journal Cendrillon, émanation de l'Union des femmes françaises (actuel Femmes solidaires). Sans que l'on puisse établir une relation nette de cause à effet, peut-être l'implication féminine dans le mouvement mutuel, en plus d'apporter un soutien immédiat aux plus pauvres et de les placer au milieu des circuits de décision, n'est-elle pas restée sans lendemain, puisque lors des élections à l'Assemblée constituante de 1945, la Guadeloupe choisit deux femmes pour la représenter : Eugénie Éboué-Tell et Gerty Archimède. -.
Pointe-à-Pitre, la sous-préfecture de la Guadeloupe, est marquée par des émeutes en mai 1967, lors des manifestations ouvrières en vue d'obtenir une augmentation salariale de 2,5 %. Ces manifestations donnent lieu à des affrontements avec les CRS, qui ouvrent le feu sur la foule, et entraînent la mort de 5 à 87 personnes, selon les sources, dont Jacques Nestor, un célèbre militant du GONG.

## XXIesiècle
Avec 22,7 % de chômeurs en 2011, la Guadeloupe voit ses tensions sociales s'aggraver.
- Le 1er décembre 1999 : Lucette Michaux-Chevry, présidente du conseil régional de la Guadeloupe, Alfred Marie-Jeanne, président du conseil régional de la Martinique et Antoine Karam, président du conseil régional de la Guyane, signent à Basse-Terre, chef-lieu du département de la Guadeloupe, la « déclaration de Basse-Terre ». Ils proposeront au président de la République et au gouvernement, une modification législative, voire constitutionnelle, visant à créer un statut nouveau de région d'outre-mer autonome doté d'un régime fiscal et social spécial pour la Guadeloupe, la Guyane et la Martinique, dans le cadre de la République française et de l'Union européenne (article 299-2 du traité d'Amsterdam).
- Le 18 janvier 2000 : les conseillers régionaux réunis en séance plénière approuvent la « déclaration de Basse-Terre » (27 voix pour et 10 voix contre) et décident par une délibération d'unir leurs efforts afin de bâtir un projet de développement économique, social et culturel impliquant la prise en compte des identités propres à chaque région et basé sur l'évidence que « la dignité procède du travail et non de l'assistanat ».
- Le 10 mai 2001 : le gouvernement a adopté le texte signifiant la reconnaissance de la traite et de l'esclavage en tant que crime contre l'humanité.
- Le 7 décembre 2003 : 72,98 % des électeurs guadeloupéens ont dit non à la réforme institutionnelle soumise par référendum.
- Le 23 mai 2004 : Victorin Lurel est élu président de la région de Guadeloupe.
- 2005 : référendum sur la Constitution européenne : la Guadeloupe répond « oui » avec 58,6 % (faible participation de 30 %).
- 2009 : le 20 janvier, la grève générale aux Antilles françaises débute en Guadeloupe.
- 2010 : Le 24 janvier 2010 à 18 heures 43 minutes, heure locale un seisme[104],[105] d’une magnitude de 5,1 survient, en Martinique. Son hypocentre est situé approximativement à 60 km de Marie-Galante, et à 52 km de Saint-François au Nord de la Guadeloupe à une profondeur de 67 km. Les sismologues indiquent toutefois que ce tremblement de terre n’aurait aucun rapport avec le séisme d'Haiti du 12 janvier[106].